# Hermione (frégate, 2014)
Pour les autres navires du même nom, voir Hermione (navire).
L'Hermione est une réplique du navire de guerre français l'Hermione, un trois-mâts carré, en service de 1779 à 1793, reconstruite par l'association Hermione – La Fayette dans l'ancien arsenal de Rochefort (France) à partir du 4 juillet 1997 et lancée en eaux salées le 7 septembre 2014.
Le 18 avril 2015, la frégate débute un voyage historique de quatre mois vers les États-Unis, sur les traces de La Fayette. Elle réalise ensuite d'autres navigations vers la Bretagne (2016), la Méditerranée (2018) et la Normandie (2019), où elle participe à plusieurs fêtes maritimes. En septembre 2021, elle rejoint le port de Bayonne pour un important chantier d'entretien.
Les membres d'équipage proviennent d'une pluralité de corps de métiers ayant été formés pour apprendre à être marins comme au XVIIIe siècle.

## L'Hermione(1779)
L'Hermione est un navire de guerre français en service de 1779 à l'arsenal de Rochefort. C'est une frégate de 12 de la classe Concorde portant 26 canons de 12 livres et 8 canons supplémentaires de 6 livres.
Elle est connue pour avoir conduit pour sa deuxième traversée le marquis de La Fayette aux États-Unis en mars 1780, lui permettant de rejoindre les insurgés américains en lutte pour leur indépendance.
En 1793, l'Hermione est engagée dans l'embouchure de la Loire pour appuyer les troupes républicaines contre les Vendéens. Alors qu'elle sort de l’estuaire le 20 septembre, elle heurte un rocher et coule au large du Croisic.

## Caractéristiques

### Voiles
L'Hermione est un trois-mâts carré, c'est-à-dire que ses trois mâts portent des voiles carrées.
Le mât de misaine et le grand mât portent chacun trois voiles carrées, de bas en haut : une basse voile, un hunier et un perroquet, tandis que le mât d'artimon porte les deux plus hautes au-dessus d'une voile aurique.
Le mât de beaupré porte trois focs ainsi qu'une voile carrée, la civadière.
Entre les mâts (mât de misaine et grand mât d'une part, grand mât et mât d'artimon d'autre part) se trouvent deux étages de voiles d'étai.
De l'avant à l'arrière, on compte 17 voiles en lin totalisant une surface de 2 051 m2 (soit 15 km de cordages) :
- sur le beaupré : le grand foc (85 m2), le contre foc (72 m2) et le petit foc (50 m2) ;
- sous le beaupré : la civadière (126 m2) ;
- sur le mât de misaine : la misaine (210 m2), le petit hunier (235 m2) et le petit perroquet (89 m2) ;
- entre le mât de misaine et le grand mât : la grand-voile d'étai (104 m2) et la voile d'étai de grand hunier (140 m2) ;
- sur le grand mât : la grand-voile (272 m2), le grand hunier (219 m2) et le grand perroquet (97 m2) ;
- entre le grand mât et le mât d'artimon : la voile d'étai d'artimon (43 m2) et la voile d'étai de perroquet de fougue (61 m2) ;
- sur le mât d'artimon : la voile d'artimon (78 m2), le perroquet de fougue (124 m2) et la perruche (46 m2).

La fabrication des voiles a impliqué trois entreprises de voilerie : Incidences à La Rochelle pour la découpe, Burgaud à Noirmoutier pour l'assemblage des laizes, et Anne Renault pour les finitions réalisées à la main.

### Équipage
En navigation, l'équipage de l'Hermione est généralement composé de 79 personnes : 15 marins professionnels et 56 gabiers volontaires qui participent aux manœuvres, et 7 surnuméraires (techniciens, journalistes…). Parmi les marins professionnels, on trouve :
- 6 officiers : commandant, second capitaine, lieutenant de navigation, lieutenant canonnier, superintendant (ou subrécargue) et chef mécanicien ;
- 3 maîtres : maître d'équipage (ou bosco), maître charpentier et maître voilier ;
- 2 cuisiniers et 1 intendant ;
- 6 matelots : trois chefs de tiers et trois adjoints. Par deux, ils encadrent, sous la supervision de l’officier chef de quart, un tiers de 18 volontaires. Les matelots encadrent les manœuvres sur le pont et dans la mâture. Ils sont responsables des volontaires pendant le quart et assurent leur formation.
- Les surnuméraires : le chef cuisinier, le messman, le médiaman et le médecin de bord.

L'équipage est divisé en trois équipes appelées tiers, chacune comprenant un officier chef de quart (second capitaine ou lieutenant), un chef de tiers et son adjoint, et 18 à 20 gabiers. Les trois tiers travaillent successivement pendant des périodes de quatre heures appelées quarts.
Les gabiers ont entre 18 et 59 ans (âge moyen : 27 ans). Les premiers gabiers ont été formés à Rochefort en 2016, 2018 et 2019 et ont ensuite embarqué à bord de l'Hermione.

### Différences avec l'Hermionede 1779

#### Charpente, gréement
Plusieurs modifications sont apportées sur le plan original du navire, par souci de solidité et de sécurité : en particulier, les pièces de charpente sont boulonnées et non chevillées afin d'éviter le jeu consécutif à la durée de construction. Les mâts sont collés et non assemblés par des cercles métalliques, afin d'éviter les infiltrations d'eau. Si drisses et balancines ont recours aux cordages synthétiques, en revanche les autres manœuvres courantes restent en chanvre et la voilure en lin.

#### Motorisation
L'interdiction de manœuvrer à la voile dans les ports a obligé à doter le navire de deux propulseurs azimutaux à moteurs électriques alimentés respectivement par des groupes électrogènes de 300 et 400 kW. Un groupe auxiliaire de 80 kW alimente l'éclairage électrique (tubes fluorescents et LED), des équipements de cuisine, huit congélateurs et réfrigérateurs, deux lave-linges et deux sèche-linges, un système de chauffage-ventilation forcée, tous les appareils modernes de navigation : gyrocompas, ECDIS, GPS, sondeur, radar, radio par satellite et VHF, ainsi qu'une batterie d'ordinateurs. Ces modifications sont indispensables pour rendre le navire assurable. Le navire est également équipé d'un système d'assèchement par pompe électrique, qui permet de diminuer le travail manuel à bord et contribue, avec la motorisation des apparaux de mouillage (voir infra), à rendre le navire opérationnel avec un équipage réduit à 80 hommes au lieu de plus de 200 au XVIIIe siècle.

#### Mouillage
L'Hermione de 1779 avait six ancres : ancre principale (1 700 kg), ancre de veille (1 500 kg), ancre d'affourche (1 400 kg), deux ancres de touée (400 kg) et, en cale, la grande ancre ou « ancre de miséricorde », gréées à chaque fois sur une ligne de mouillage en chanvre, à relever avec cabestan et tournevire.
La réplique peut se contenter de deux ancres de 1 500 kg, gréées respectivement sur des chaînes de 192 et 165 m, dont le poids lui-même assure à l'ensemble une bien meilleure tenue que les mouillages d'origine. Ces lignes ne sont plus relevées à bras, mais au cabestan électrique. Les deux ancres sont placées à l'avant de l'Hermione.

#### Canons
Les canons ne sont pas percés jusqu'au fond et sont donc non fonctionnels : s'ils l'avaient été, la frégate aurait été considérée comme un navire de guerre et n'aurait pu appartenir qu'à la Marine nationale. De plus, aujourd'hui l'Hermione ne compte que 22 canons dans sa batterie alors qu'au XVIIIe siècle elle en avait 26.

#### Aménagements
Des douches et des toilettes individuelles ont été installées pour le confort et l'intimité de l'équipage (au XVIIIe siècle, l'équipage faisait ses besoins sur un banc percé à la poulaine, près de la proue du navire et à la vue de quiconque). Trois dortoirs ont également été aménagés dans le faux-pont pour loger les 56 gabiers volontaires, qui se répartissent bannettes et hamacs.

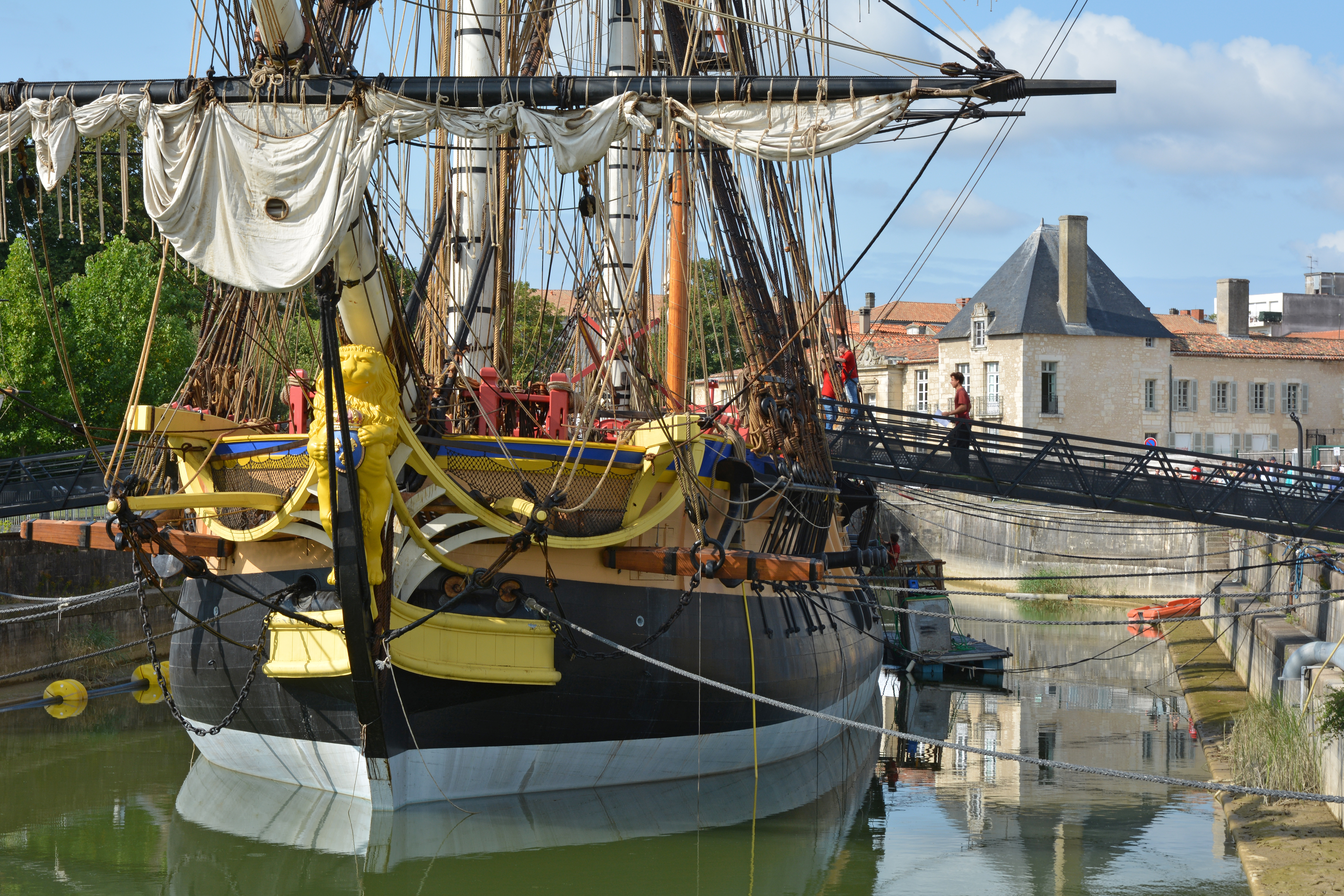
LHermione à flot en 2014.

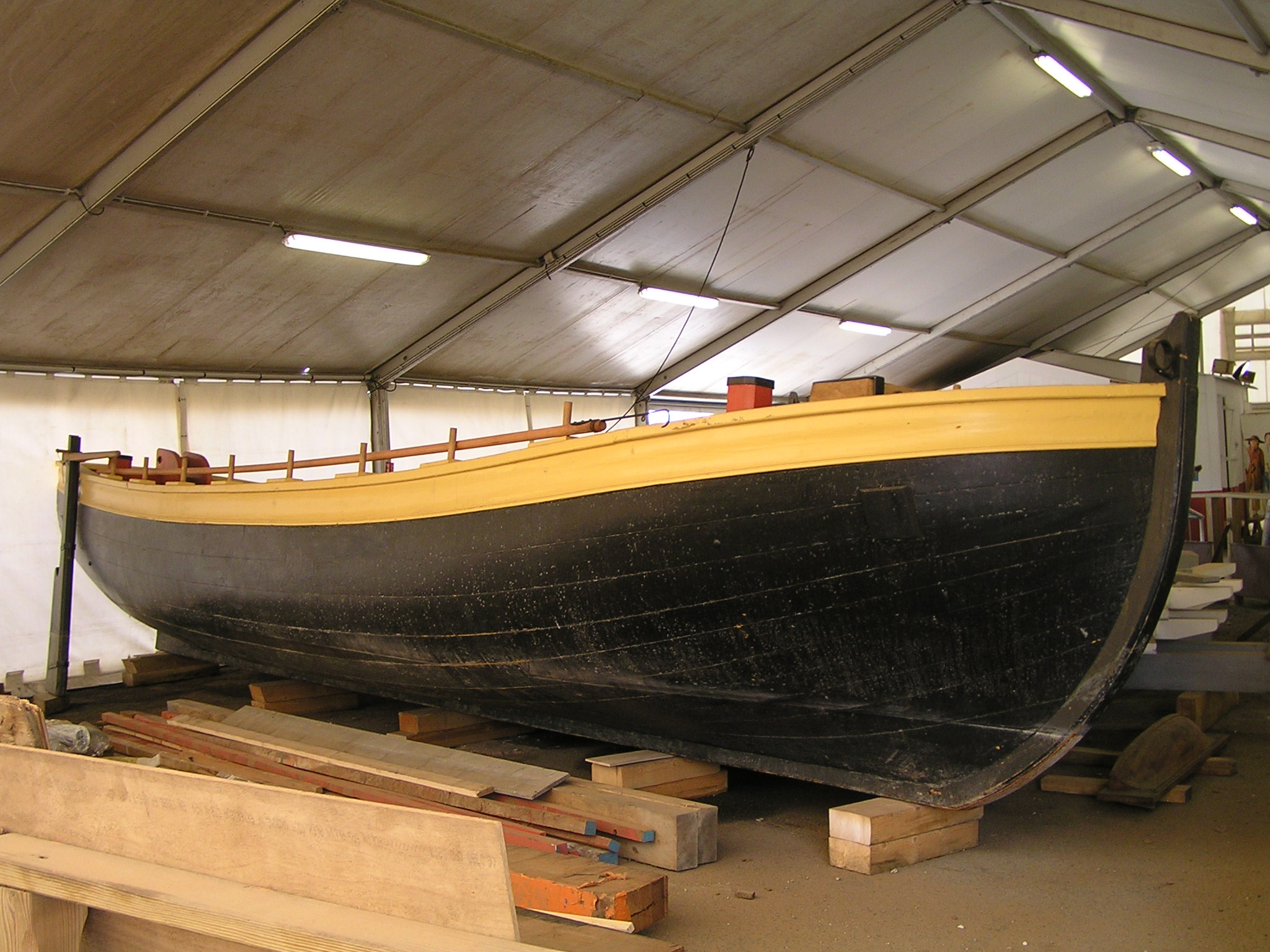
Reconstitution d'une chaloupe de lHermione.

## La reconstruction (1997-2014)
L'ambition de l'Association Hermione-La Fayette était de reconstruire le plus fidèlement possible la frégate d'origine, soit un navire de plus de 65 mètres de long portant trois mâts et 2 100 m2 de voilure, et dont la coque est entièrement réalisée en chêne.
Les plans du navire originel étant perdus, ce sont ceux de son sister-ship la Concorde qui ont servi pour construire la réplique, avec les modifications nécessaires pour entrer dans le cadre de la réglementation actuelle mais aussi pour assurer un confort minimal à l'équipage.
La Marine nationale française a fourni un pavillon géant identique à celui qui flotte au-dessus du pont du Charles-de-Gaulle.

### Chantier de la reconstruction

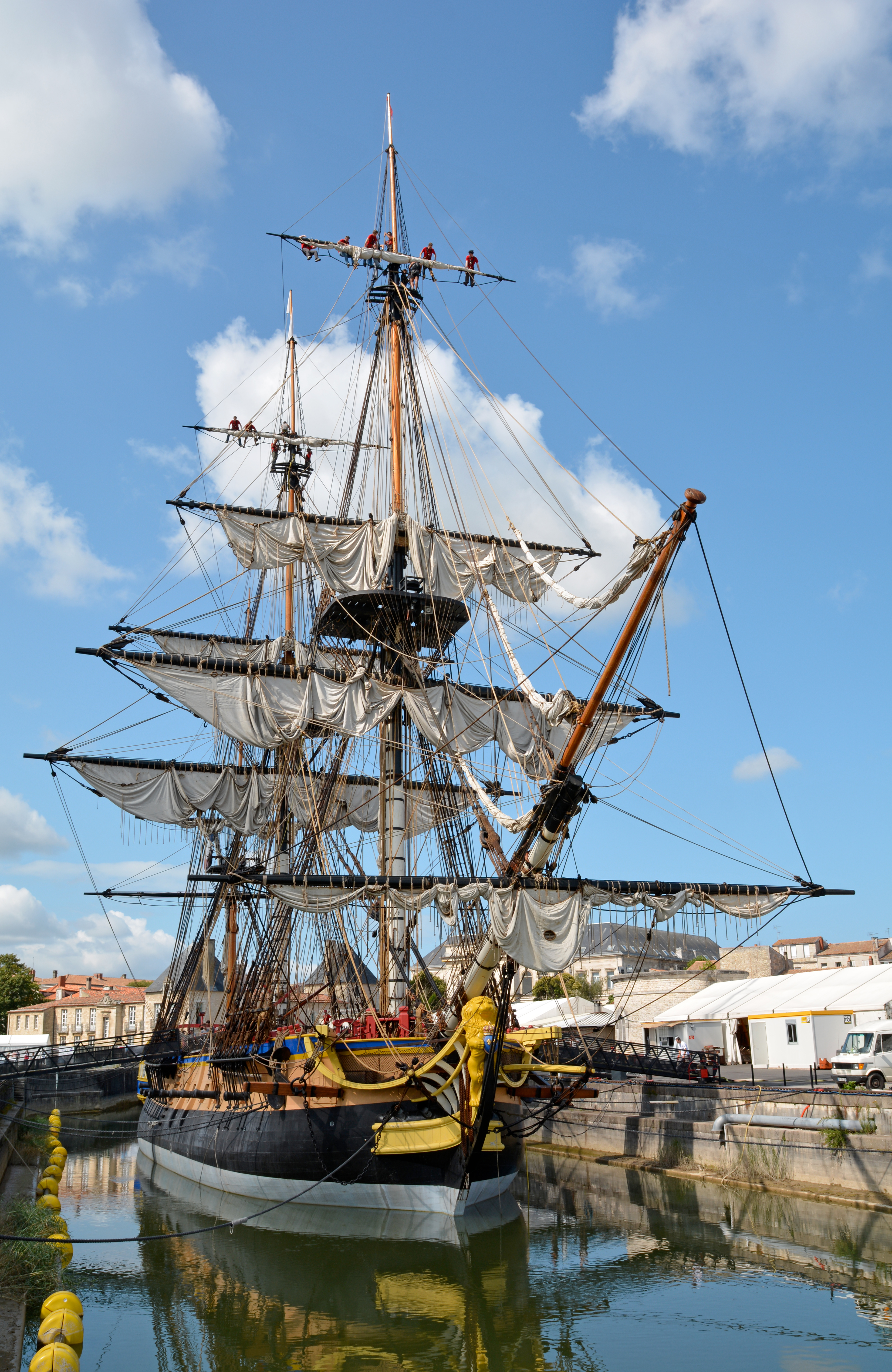
LHermione en cours d'achèvement à Rochefort en août 2014.

Le chantier fut installé dans l'une des deux formes de radoub – Louis XV – situées à l'extrémité de la Corderie royale, au bord de la Charente à Rochefort. Le lieu fut conçu dès le début et aménagé pour la visite.
Dès l'origine du projet, il s’agit non pas uniquement de reconstruire, au cœur de l'ancien arsenal de Colbert, un navire du XVIIIe siècle, mais avant tout de faire partager au public cette aventure, afin qu’il puisse découvrir les grandes étapes de cette reconstruction. Au fil du temps, le projet se révèle être un véritable succès populaire : près de 250 000 visiteurs par an, le seuil symbolique des trois millions et demi de visiteurs est franchi en 2012. L'Hermione a pu se financer avec le soutien des collectivités territoriales, la ville de Rochefort, le département de la Charente-Maritime, et la région Poitou-Charentes, le moteur principal du financement de la construction de l'Hermione. Ainsi que des recettes propres grâce à la billetterie, à la boutique et aux adhésions, auquel s'ajoutent les recettes de produits vendus par la boutique et les adhésions et des opérations de financement participatif.
La construction de la coque et tout le gros œuvre de la charpente ont été confiés à l'entreprise Asselin de Thouars en 1997, d'après un dossier d'appel d'offres de marchés publics choisi collégialement. Symboliquement, la quille de l'Hermione fut posée au fond de la forme de radoub Louis XV le 4 juillet 1997, jour anniversaire de la déclaration d'indépendance des États-Unis.
La construction commence. L'arcasse et l'étambot sont posés dès 1997, et la mise en place des 62 couples façonnés se déroule de l'arrière vers l'avant jusqu'à l'été 1999. C'est ensuite l'étrave qui est installée, le « squelette » du navire est alors terminé. La carlingue est posée en 2000, les baux en 2001, les charpentiers se consacrent ensuite au vaigrage et au bordage de la coque du navire.
Au XVIIIe siècle, le navire initial avait été construit en six mois. En juin 2008 cependant, seule la chaloupe, la plus grande des trois annexes (les deux autres étant le petit canot et le grand canot) embarquées de l'Hermione est mise à l'eau, à défaut de la frégate elle-même.
Les travaux de peinture de la coque terminée débutent en 2009, ceux de l'intérieur en 2010. La figure de proue est dévoilée en novembre 2011 : elle représente un lion de 3,5 mètres tenant entre ses pattes la couronne du roi de France et le blason aux trois fleurs de lys. recouvert de 250 feuilles d'or ainsi que les couleurs de la future frégate.
La coque nue de la frégate terminée (sans son gréement) effectue un premier « test de navigation » le 6 juillet 2012 remorquée sur la Charente avant de rejoindre la forme de radoub Napoléon III, voisine de la forme Louis XV, plus adaptée à la poursuite des travaux du chantier.
De 2012 à 2014, une équipe de gréeurs suédois de JB Riggers, forts de leur expérience sur le Gotheborg, réplique d'un navire de la Compagnie suédoise des Indes occidentales, met en place les mâts et le gréement. Cette période est également mise à contribution pour former le futur équipage du navire.
Après 17 ans de labeur, l'Hermione est enfin lancée le 7 septembre 2014.

### L'association Hermione – La Fayette
L'association Hermione – La Fayette est créée en 1992 dans l'objectif de mener à bien la construction de la réplique de la frégate. L'écrivain Erik Orsenna, déjà président de la Corderie royale – Centre international de la mer depuis 1991, en est le président fondateur. Benedict Donnelly, fils d'un citoyen américain qui participa au débarquement de Normandie, et d'autant plus sensible aux valeurs que véhicule l'Hermione, lui succède de 1994 à 2016. Puis c'est Olivier Pagezy qui préside l'association Hermione – La Fayette de 2016 à 2022. Marc de Briançon est le président bénévole de l'association Hermione – La Fayette depuis juillet 2022 et ce pour un mandat de trois ans renouvelable. Avec l'ensemble des membres élus au bureau de l'association, il a la charge de donner un cap à l'association sur toutes ses activités : les travaux, les voyages, la formation, les visites….
L'association se positionne sur cinq valeurs : l'engagement, la transmission, le savoir-faire, la solidarité et la passion. L'association veille à accueillir les visiteurs à Anglet, le temps des réparations, à Rochefort, le port d’attache et en escale, pour transmettre la passion qui l'anime, entretenir et réparer le navire pour qu’il continue à avoir la capacité de naviguer, organiser et préparer les futures navigations et former grâce au formidable outil de savoir-être qu’est la frégate et aux savoir-faire qu'elle a développés.
Dès le début du projet et jusqu'à son décès à la fin de l'année 2005, Raymond Labbé, constructeur naval malouin et conseiller technique auprès du ministère de la Culture pour le patrimoine maritime, est au sein de l'association le conseiller technique. Sa grande expérience de la construction navale en bois et sa connaissance du patrimoine naval français contribuent fortement à la mise en œuvre du projet. Aujourd'hui, les membres d'un comité technique présidé par Jean-Pierre Saunier apportent leurs compétences aux entreprises chargées de la construction de la frégate.
À Rochefort, une équipe de plus de 20 salariés animée par Émilie Beau, déléguée générale de l'association depuis 2019 prenant la suite de Bertrand Sallé de Chou et de Maryse Vital, déléguée générale de 1997 à 2017, assure la gestion quotidienne de l'association : gestion générale du projet, navigations, coordination, suivi administratif et financier, gestion des adhésions, communication, gestion du site touristique à Rochefort, relations presse, relations publiques, relations avec les partenaires, gestion de la boutique de l'Hermione, vente de produits dérivés à Rochefort et en escale, maintenance et entretien du site et du navire, etc.

#### Adhérents
Tous les ans, l'association Hermione – La Fayette compte environ 2 000 adhérents. L'adhésion aide l'association à remplir l'ensemble de ses missions :
- l'entretien de l'Hermione pour lui permettre de continuer à naviguer ;
- la transmission des savoir-faire de la construction navale et de la navigation à travers la formation de jeunes ;
- la promotion des valeurs : l'engagement, la passion, la transmission, le savoir-faire et la solidarité.

Chaque année, le bureau présente en assemblée générale, le bilan de l'année écoulée, ainsi que les orientations de l'association pour l'année à venir.

#### Bénévoles & volontaires
L'association compte également 320 bénévoles qui font vivre l'association au quotidien et plus de 550 volontaires navigants, formés et qui peuvent participer aux navigations de la frégate en tant que gabier.
|                                       | |                                                               |
| Gabiers ferlant le hunier de misaine. | Gabiers à l'entrainement sur une voile en 2014. Les volontaires naviguant s'occupent également de la manœuvre des voiles sur les gréements. | Une gabière sur la hune de l'Hermione. Le métier se féminise. |

## Les navigations

### 2014: les essais en mer
Les travaux de construction étant achevés, il est temps de tester les qualités nautiques de la frégate. Pendant trois mois, de septembre à novembre, l'Hermione navigue en cabotage sur l'océan et la mer d'Iroise. Ces essais l'amènent dans les villes de La Rochelle, Bordeaux et Brest avant un retour à Rochefort son port d'attache en novembre 2014. Ces essais s'avérant concluant, l'association peut se tourner alors vers le projet et la réalisation d'un voyage vers l'Amérique.

Essais en mer
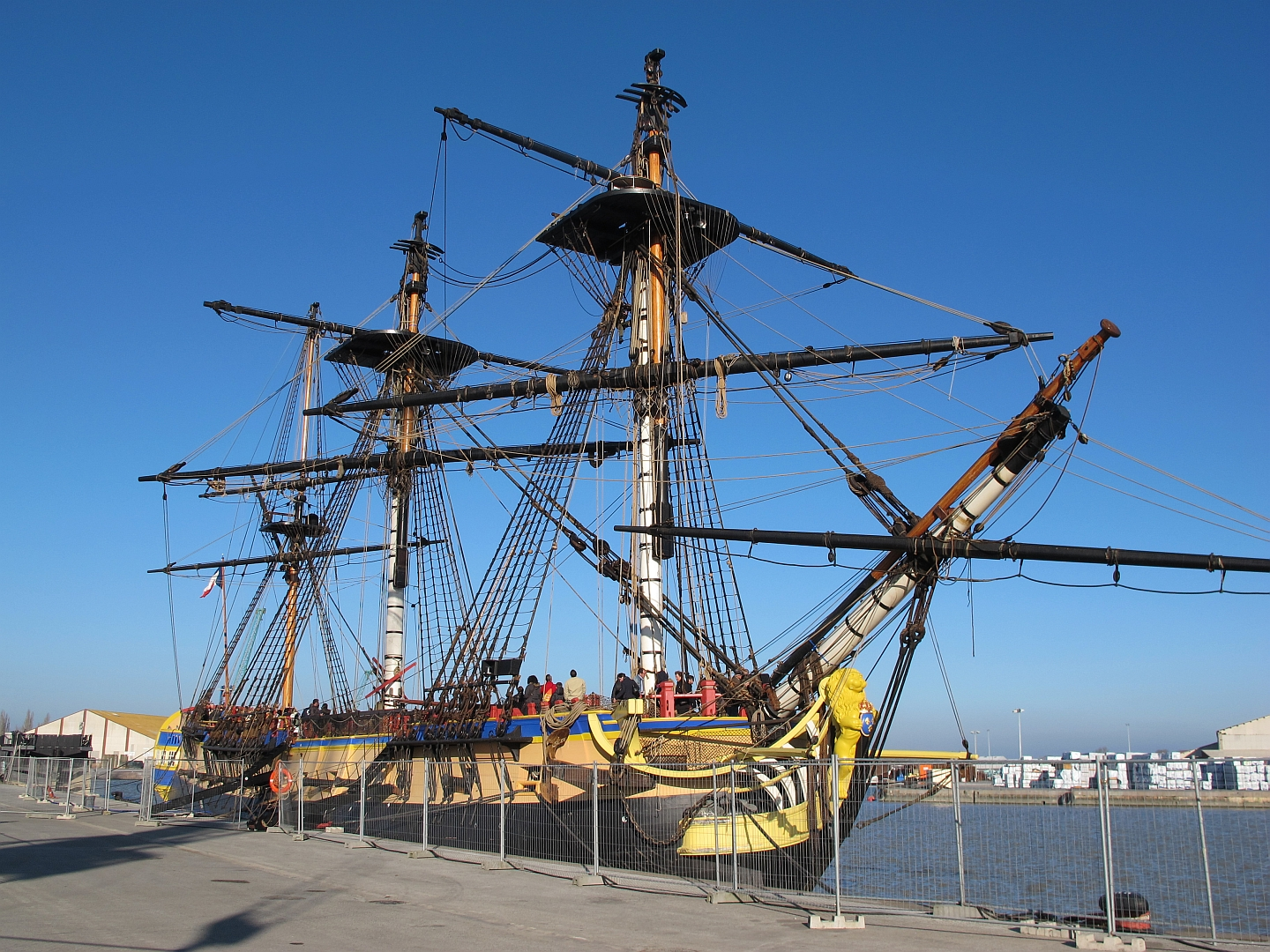
L'Hermione à quai dans le bassin à flot du port de commerce de Rochefort, en novembre 2014.
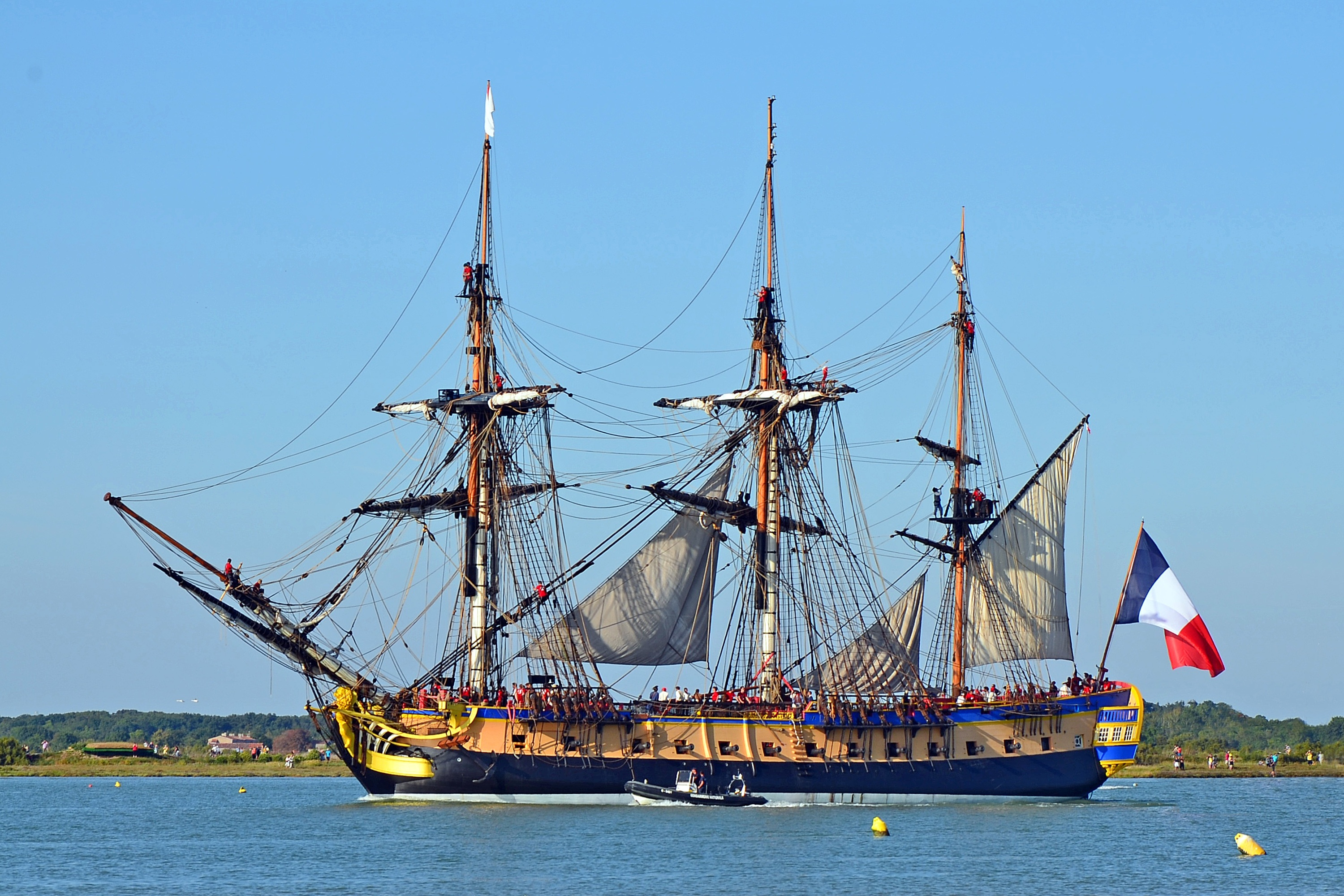
Première sortie en navigation sur la Charente, le 7 septembre 2014.

### 2015: voyage inaugural aux États-Unis

Arrivée de lHermione à Brest en août 2015
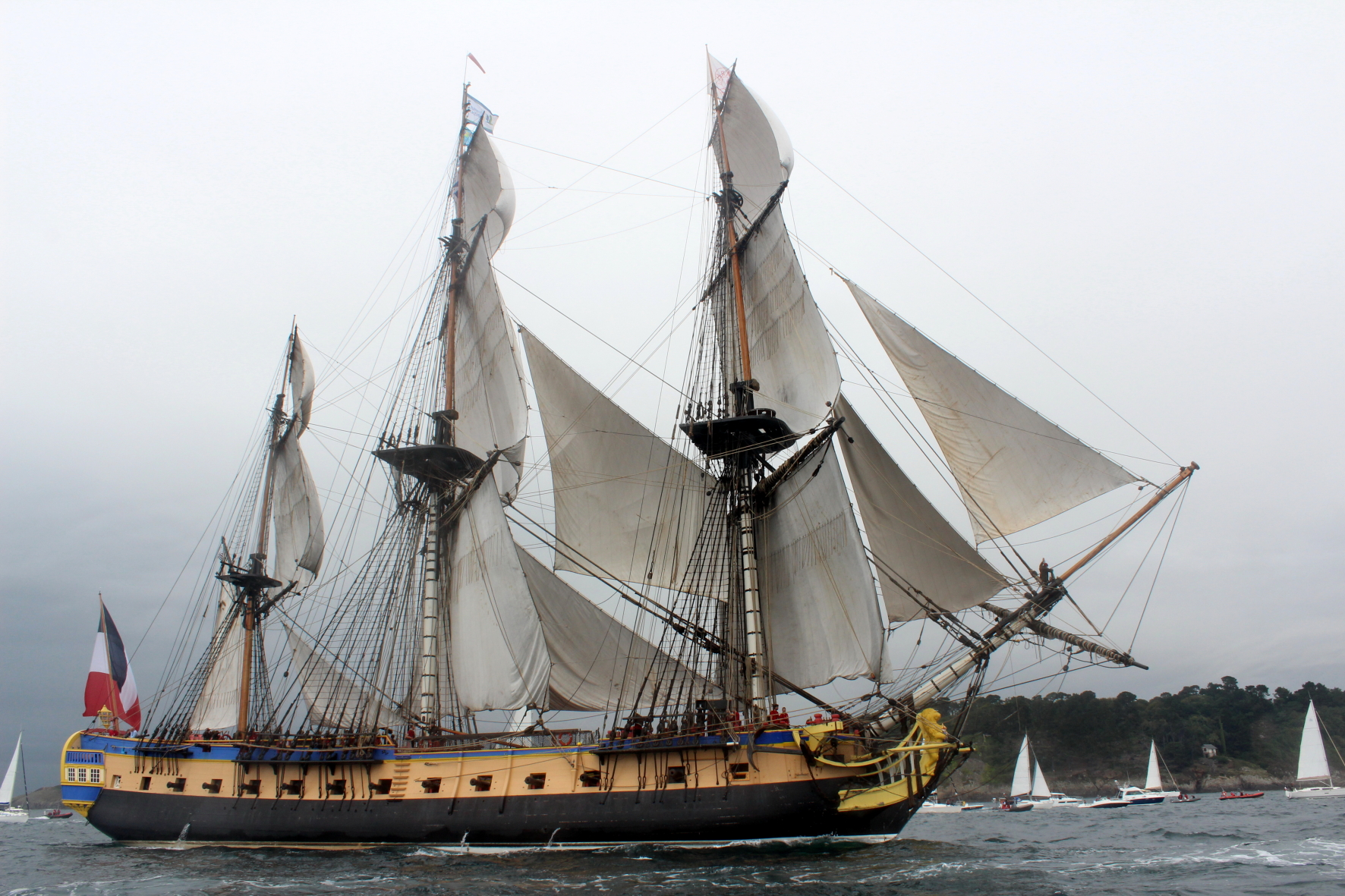
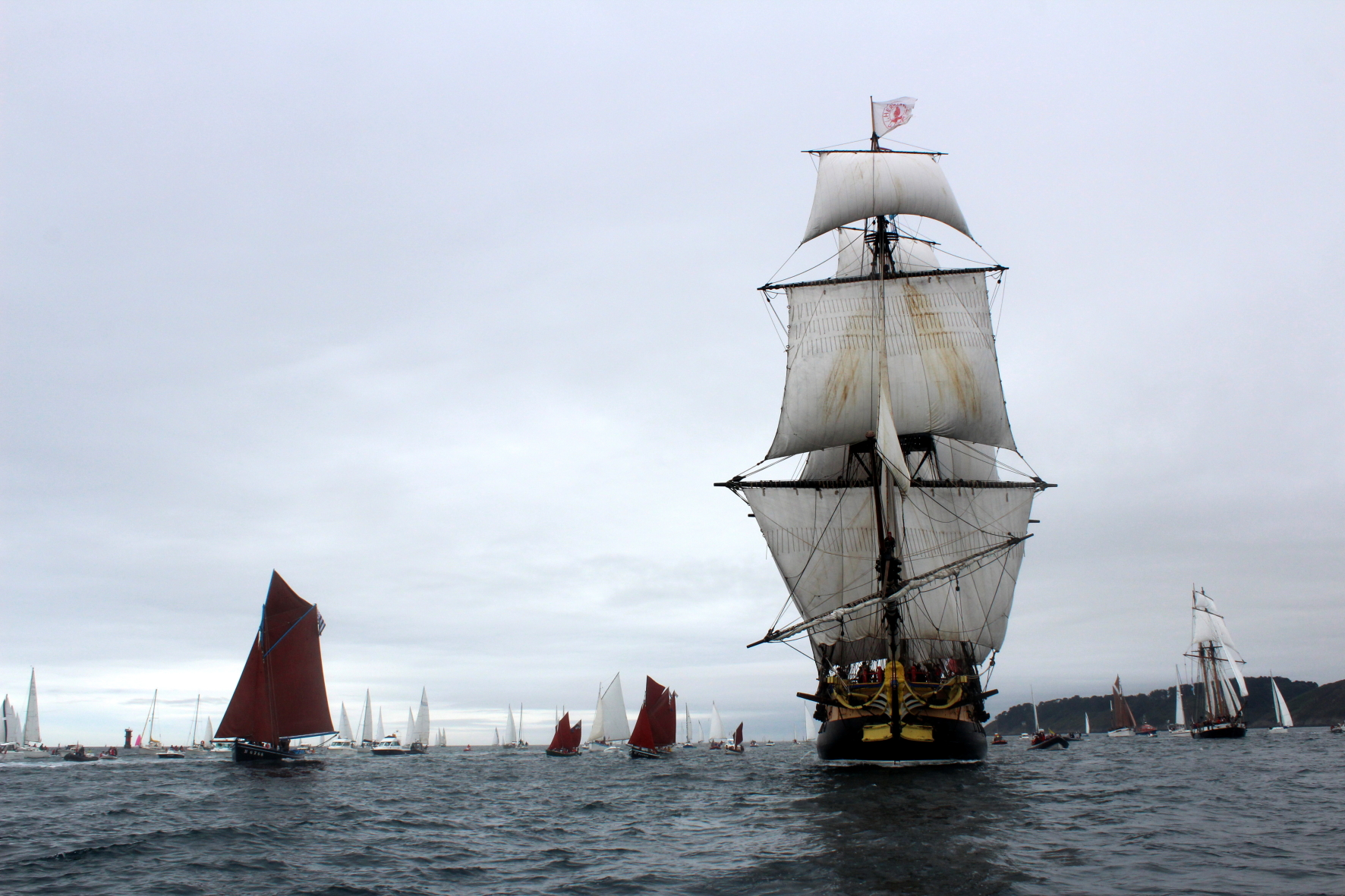
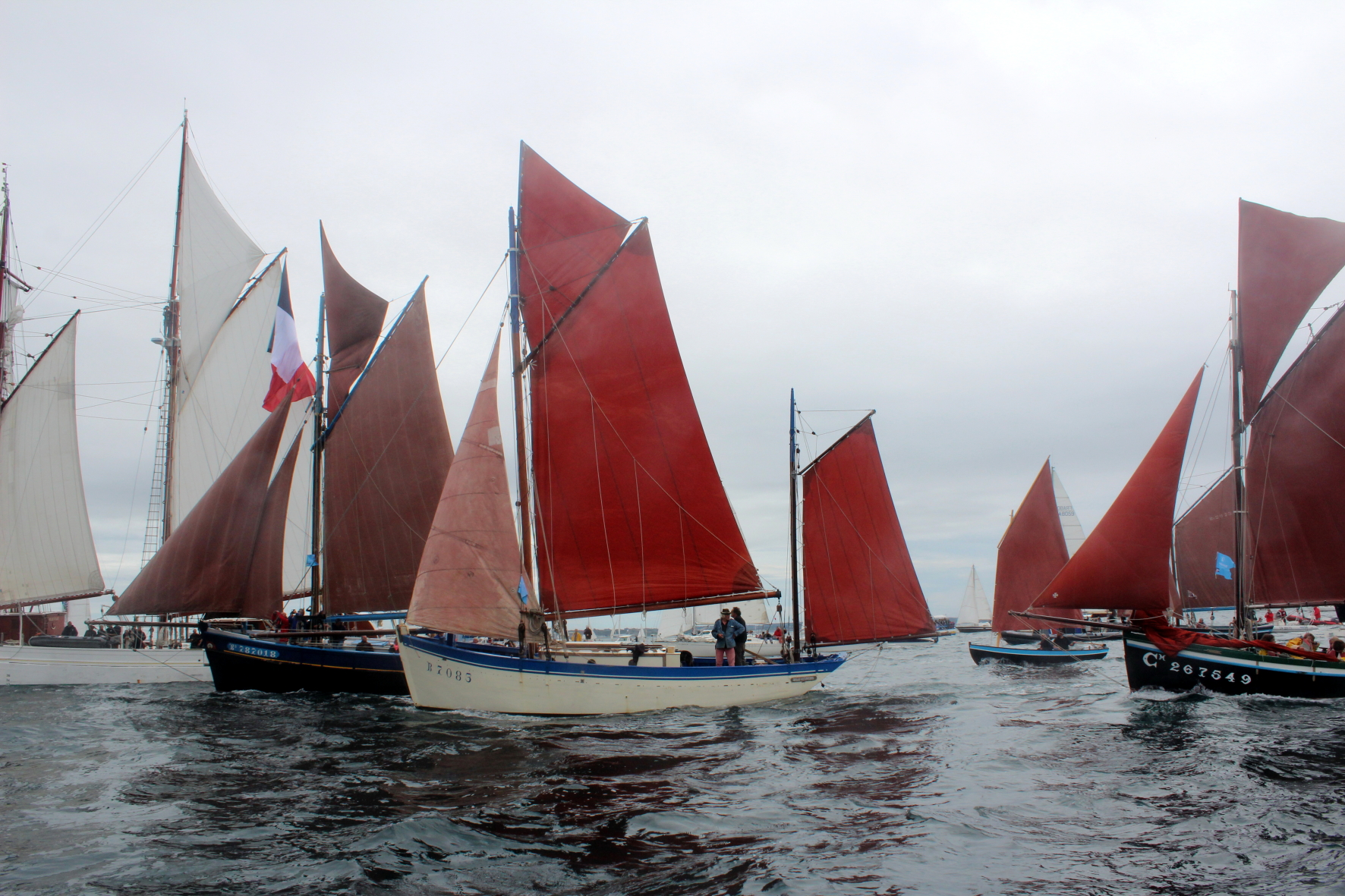
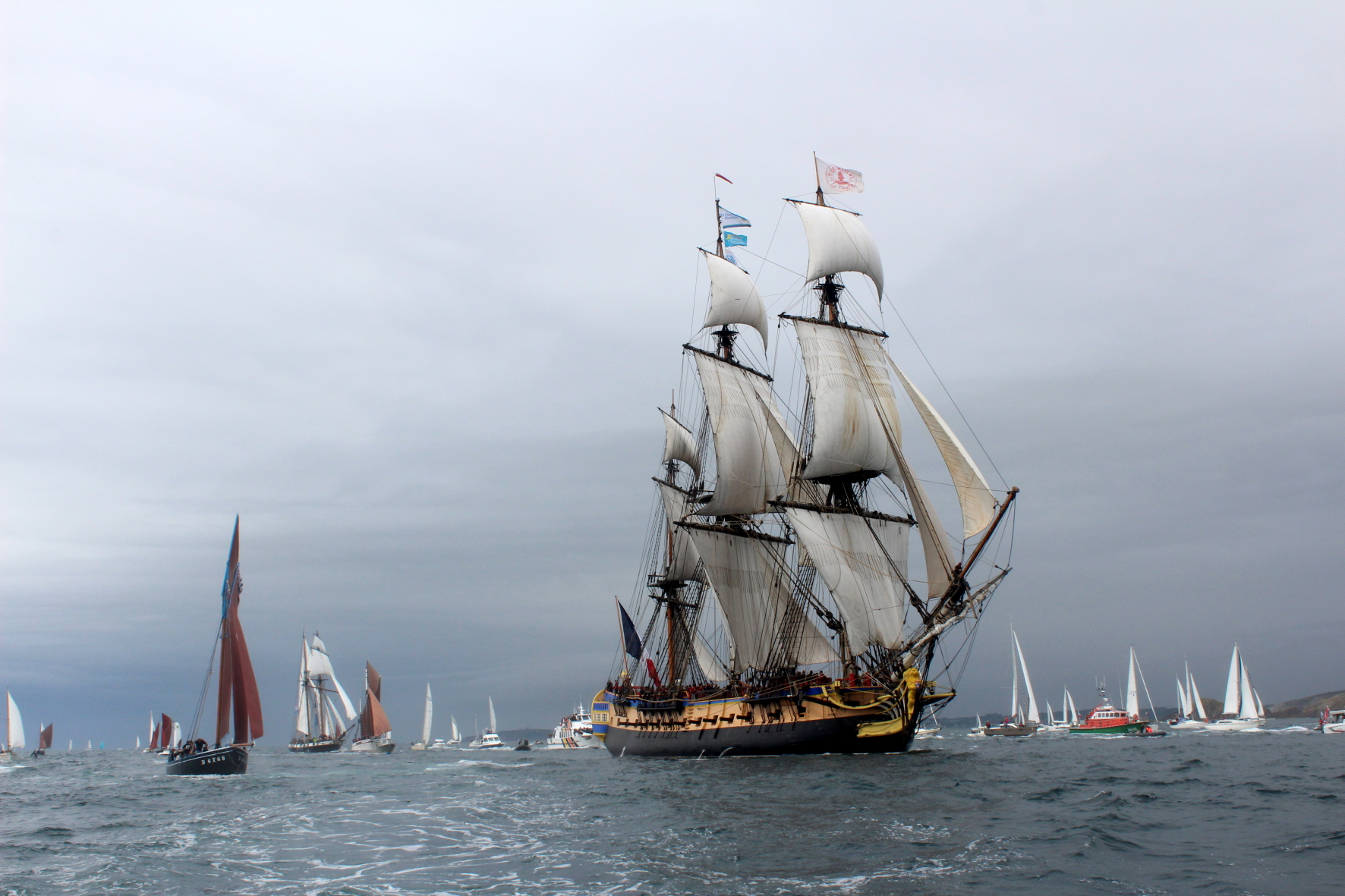

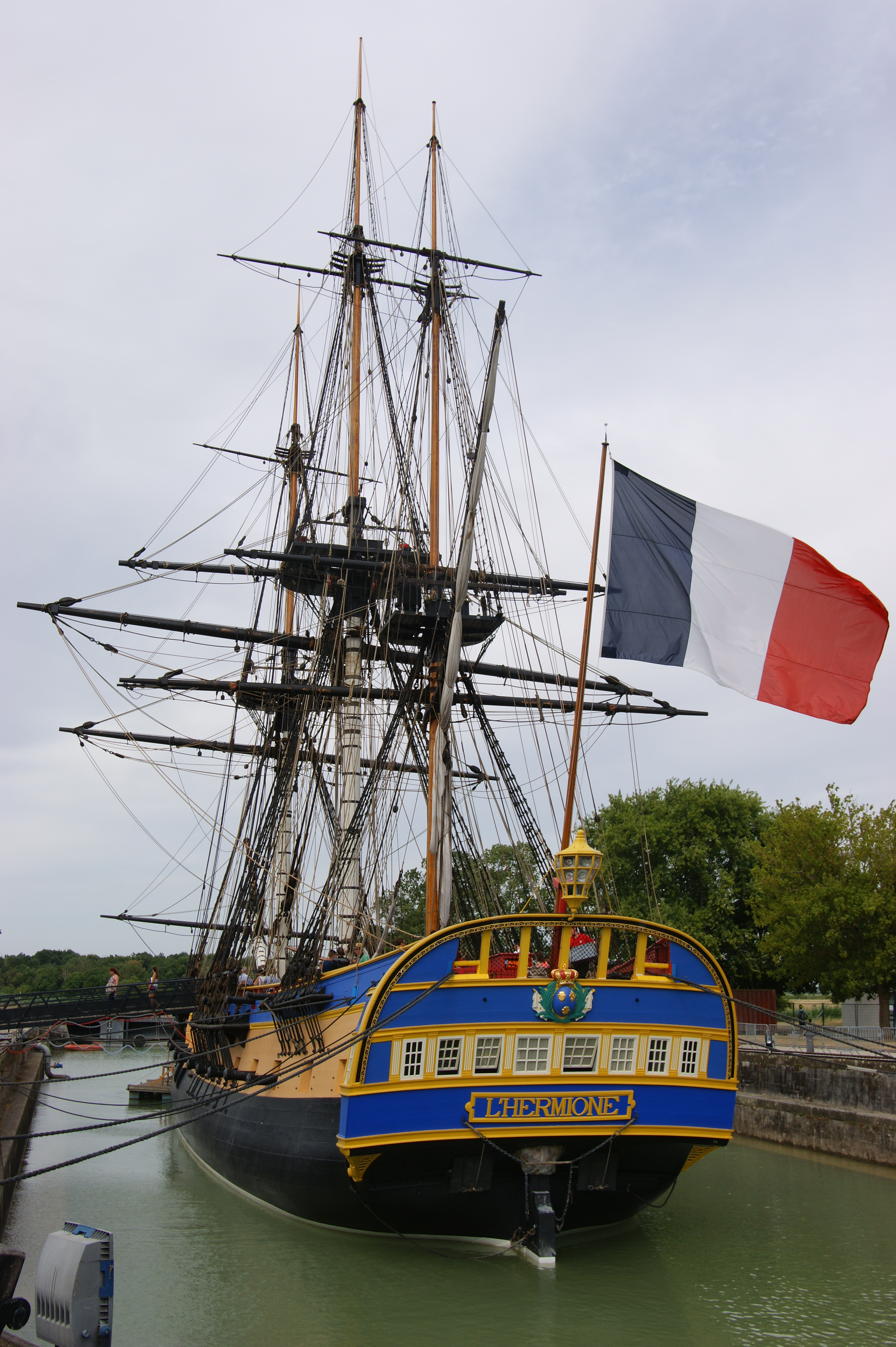
En Forme Napoléon III à Rochefort en 2016

Le 18 avril 2015, après une escale rochelaise, l'Hermione célèbre son départ pour les États-Unis, par un dernier mouillage dans la rade de l'Île d'Aix, pour y recevoir la visite du président de la République François Hollande, et aussi un gigantesque feu d'artifice, qui illumine l'ancien arsenal rochefortais. Après une longue traversée, les côtes américaines sont aperçues à Bodie Island (Caroline du Nord) le 31 mai, après une escale technique à Las Palmas de Grande Canarie.
La frégate fait une escale dans les ports de nombreuses villes de la côte américaine : la première est Yorktown le 5 juin, puis viennent, Alexandria, Annapolis, Baltimore, Philadelphie, New-York, Newport, Greenport, Boston, et Castine. Après une escale canadienne à Lunenburg, et un passage à Saint-Pierre-et-Miquelon, elle revient en France métropolitaine le 10 août 2015 à Brest.

Elle se dirige ensuite vers Bordeaux, et retrouve le 29 août 2015, son port d'attache Rochefort où l'accueil est grandiose pour son retour. De grandes fêtes de reconstitution d'époque sont organisées.

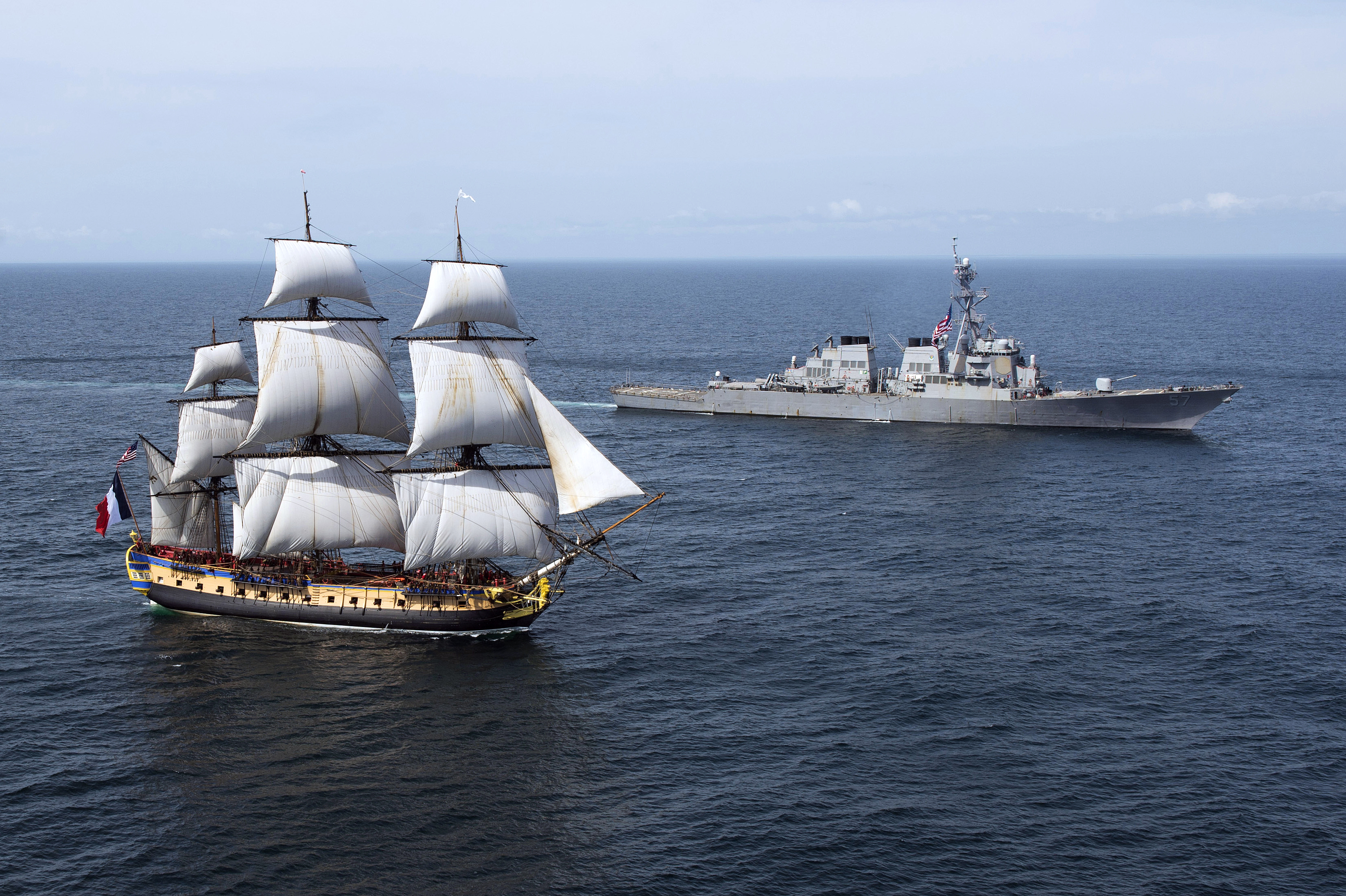
L'Hermione s'approchant des côtes américaines après sa première traversée de l'océan Atlantique, accueillie et escortée par le destroyer en 2015.

- Arrivée de l'Hermione à Brest en août 2015

### 2016: les fêtes maritimes de Brest
De juin à juillet 2016, l'Hermione rend visite à Saint-Malo, avant de rallier les fêtes maritimes de Brest.

### 2018: l'Hermionede l'océan Atlantique à la mer Méditerranée
En 2018, l'Hermione effectue son deuxième grand voyage, nommé « Libres ensemble », organisé en partenariat avec l'Organisation internationale de la francophonie. Le voyage conduit donc la frégate de l'océan Atlantique à la mer Méditerranée, en embarquant une centaine de jeunes issus des pays de la francophonie au titre de gabiers volontaires. Elle quitte Rochefort le 31 janvier 2018 pour une escale à La Rochelle. La navigation débute en février 2018 à destination de Tanger, Sète avec la participation aux fêtes maritimes d'Escale à Sète, Toulon, Marseille, Port-Vendres, Nice, Bastia, et retour en Atlantique par Portimão, Pasaia, et Bordeaux avant le retour à Rochefort le 17 juin 2018.
- L'Hermione en avril 2018

LHermione en avril 2018
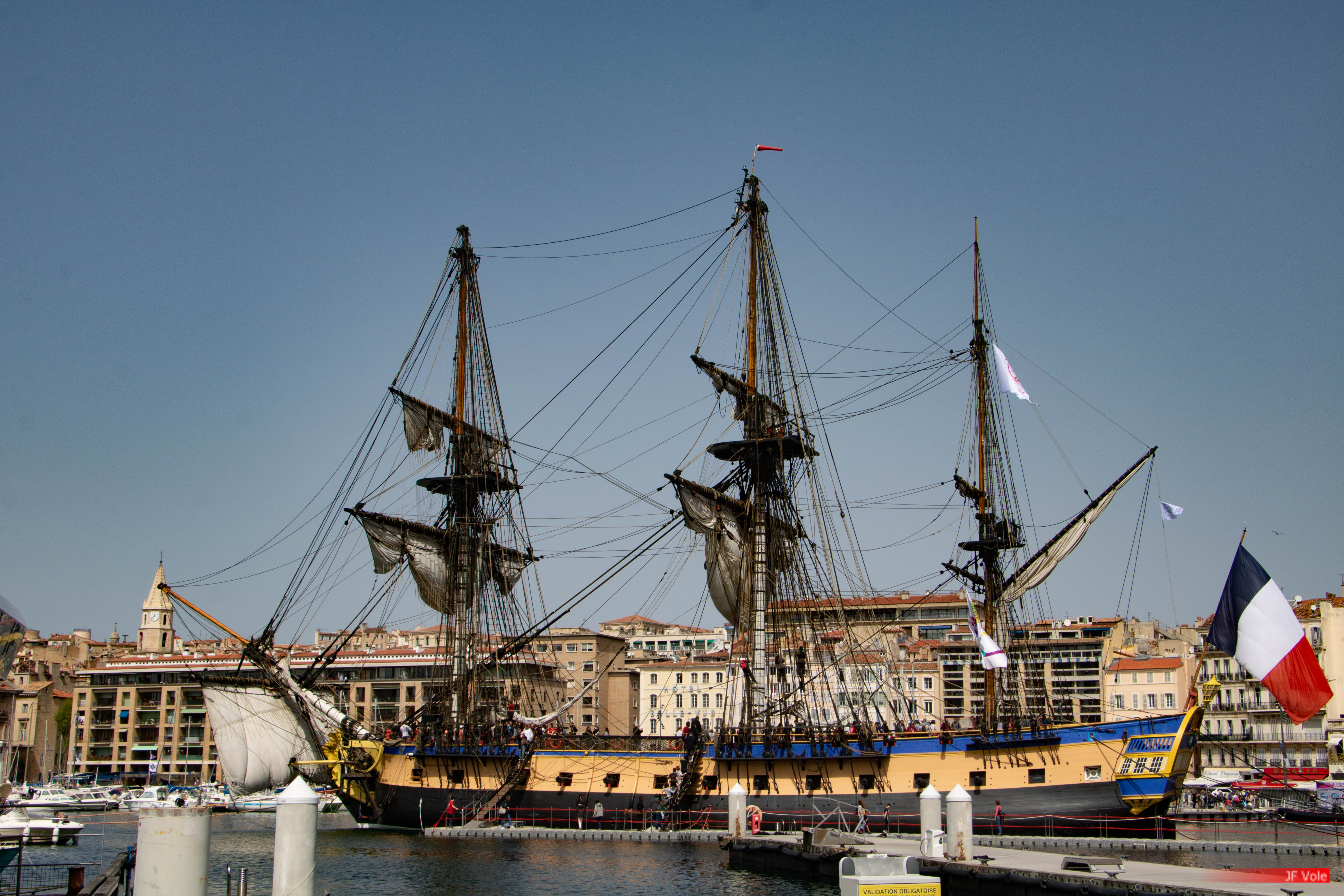
À Marseille.
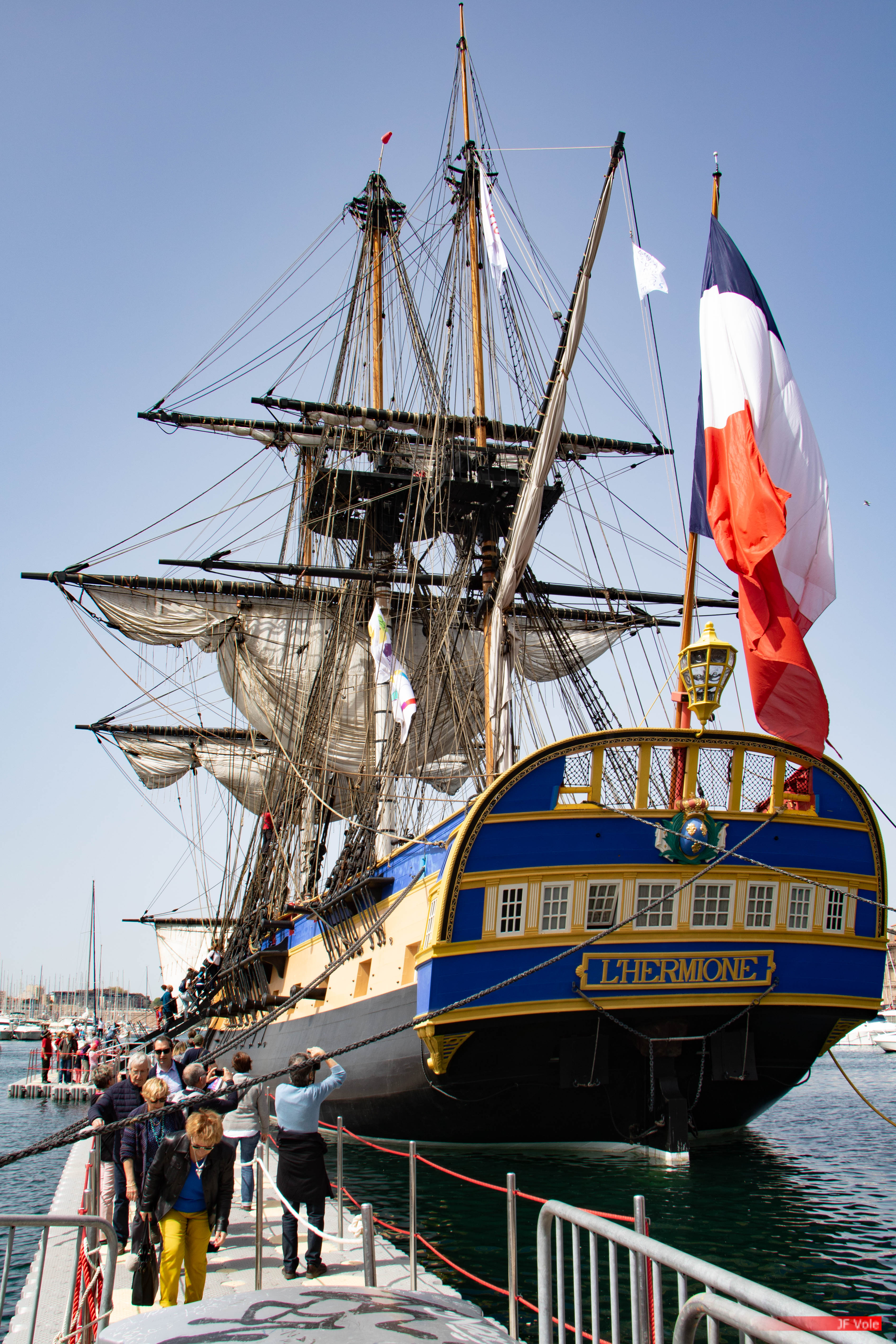
À Marseille.
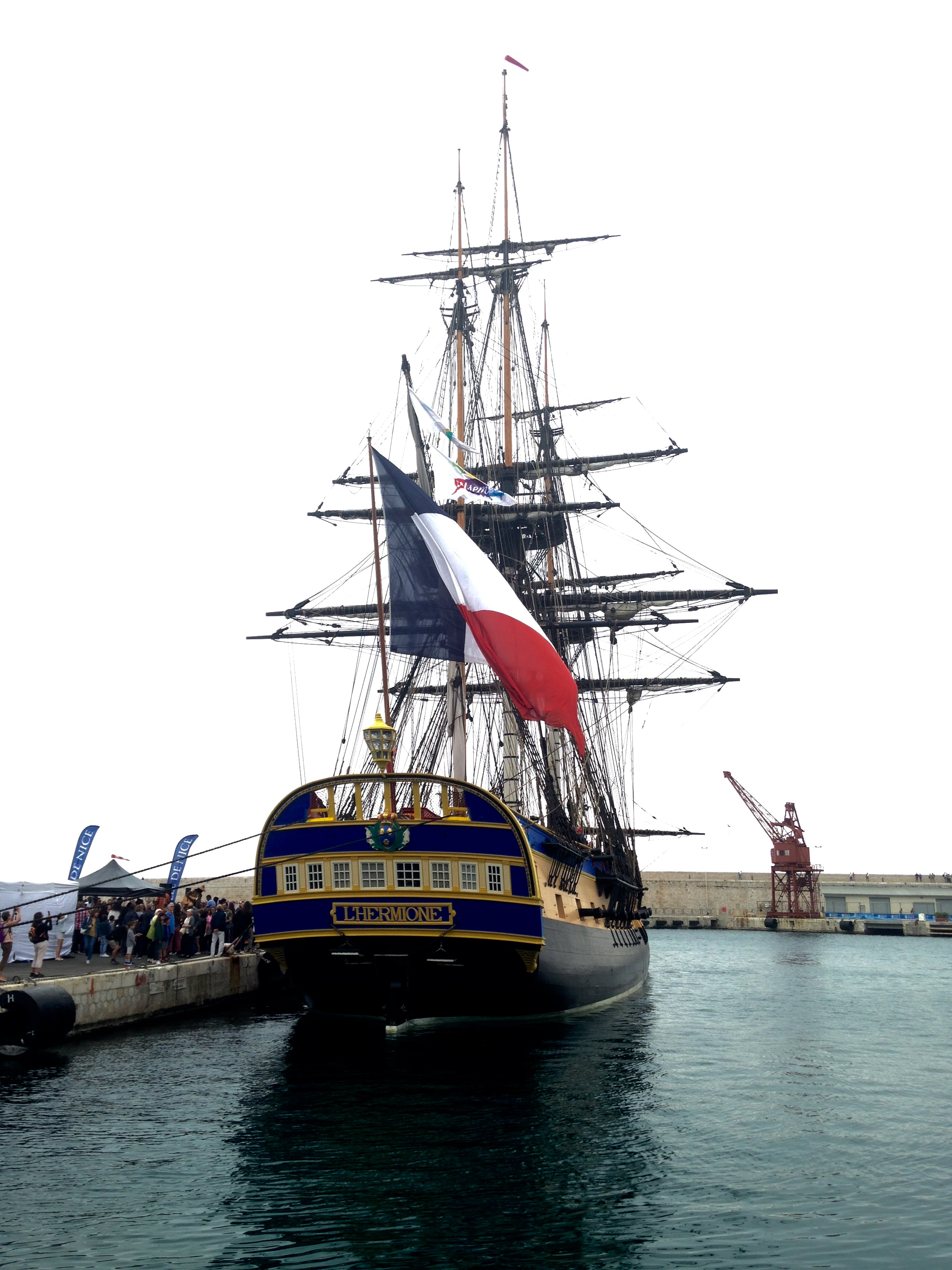
À Nice.

### 2019: l'Hermioneen Normandie
La navigation effectuée par l'Hermione au printemps 2019 est intitulée « Normandie Liberté ». La frégate navigue en direction de la Normandie pour participer à l'Armada de Rouen, rassemblement nautique qui fête son 30e anniversaire du 6 au 16 juin 2019 et qui coïncide avec les célébrations du 75e anniversaire du débarquement allié sur les plages de Normandie le 6 juin 1944.
Après son départ le 4 avril 2019 de Rochefort et un carénage et entretien en cale sèche effectué au port de la Pallice, la frégate visite les villes de Cherbourg, Dieppe, Ouistreham, Saint-Nazaire, Nantes, Rives-en-Seine, Rouen, Honfleur et Brest pour un retour à Rochefort le 5 juillet 2019. Lors de l'escale à Nantes, à l'occasion du festival « Débord de Loire », l'ancre historique de l'Hermione, prélevée en 2005 sur l'épave et restaurée, est exposée face à la réplique de la frégate.
- L'Hermione en mai 2019

LHermione en mai 2019
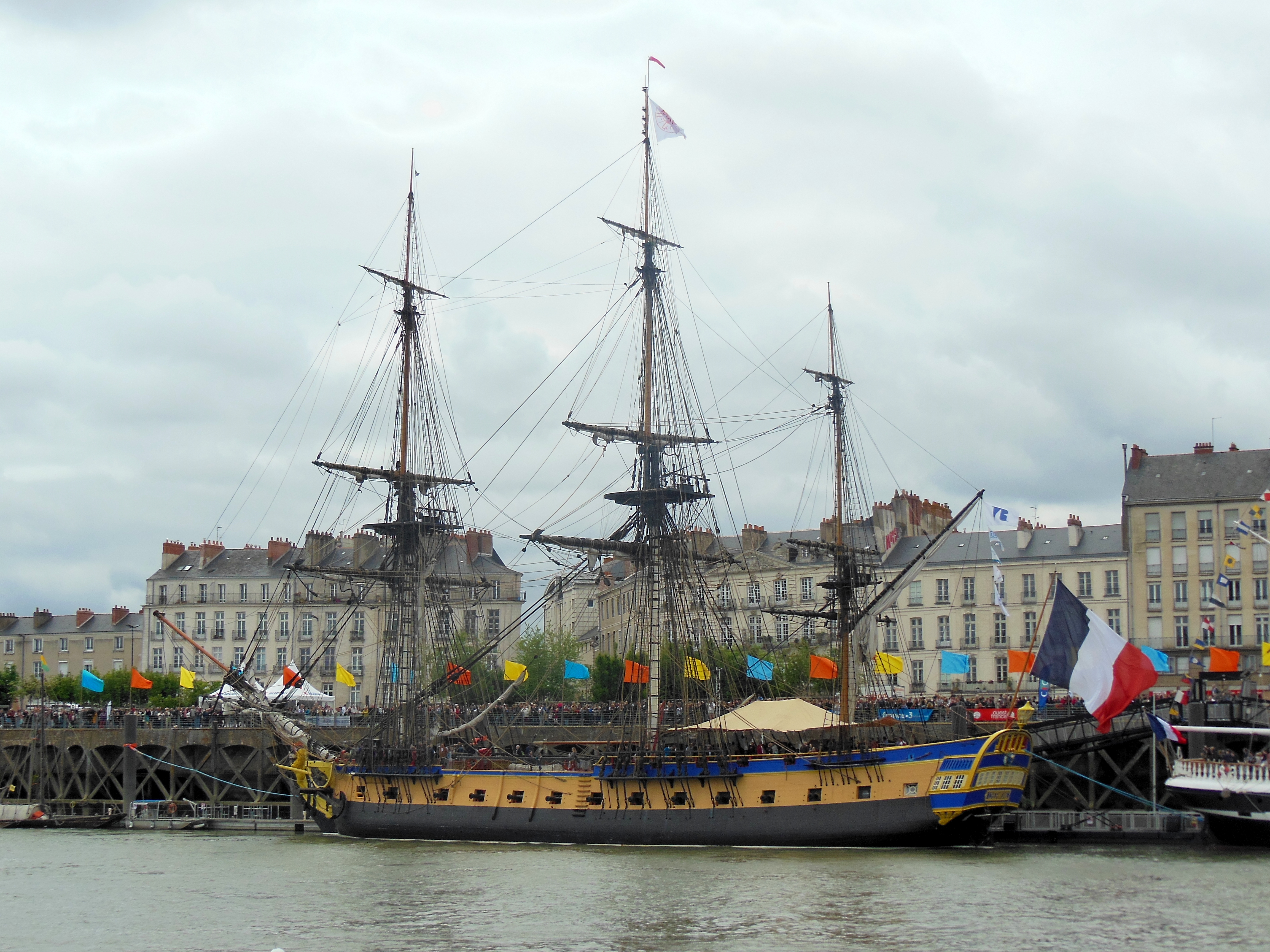
Première escale à Nantes en mai 2019, quai de la Fosse.

### Depuis 2021: problème de champignons
Au printemps 2021, lors du carénage à La Rochelle, un charpentier découvre des pièces de bois endommagées nécessitant un remplacement. Le problème est dû à deux champignons xylophages à croissance lente, le polypore des caves et le lenzite. Il a nécessité le transfert de l’Hermione vers le port d’Anglet, celui de La Rochelle ne disposant pas de la forme de radoub nécessaire aux travaux.
En 2025, il est prévu que le chantier, qui a déjà coûté 5 millions d’euros, dure jusqu’en 2027. Son financement n’est pas assuré, ce qui met en péril l’existence même du navire.

## Galerie d'images (phase de construction de la réplique du bateau)
- Photos de la construction de la réplique de l'Hermione à Rochefort en 2005

Photos de la construction de la réplique de lHermione à Rochefort en 2005
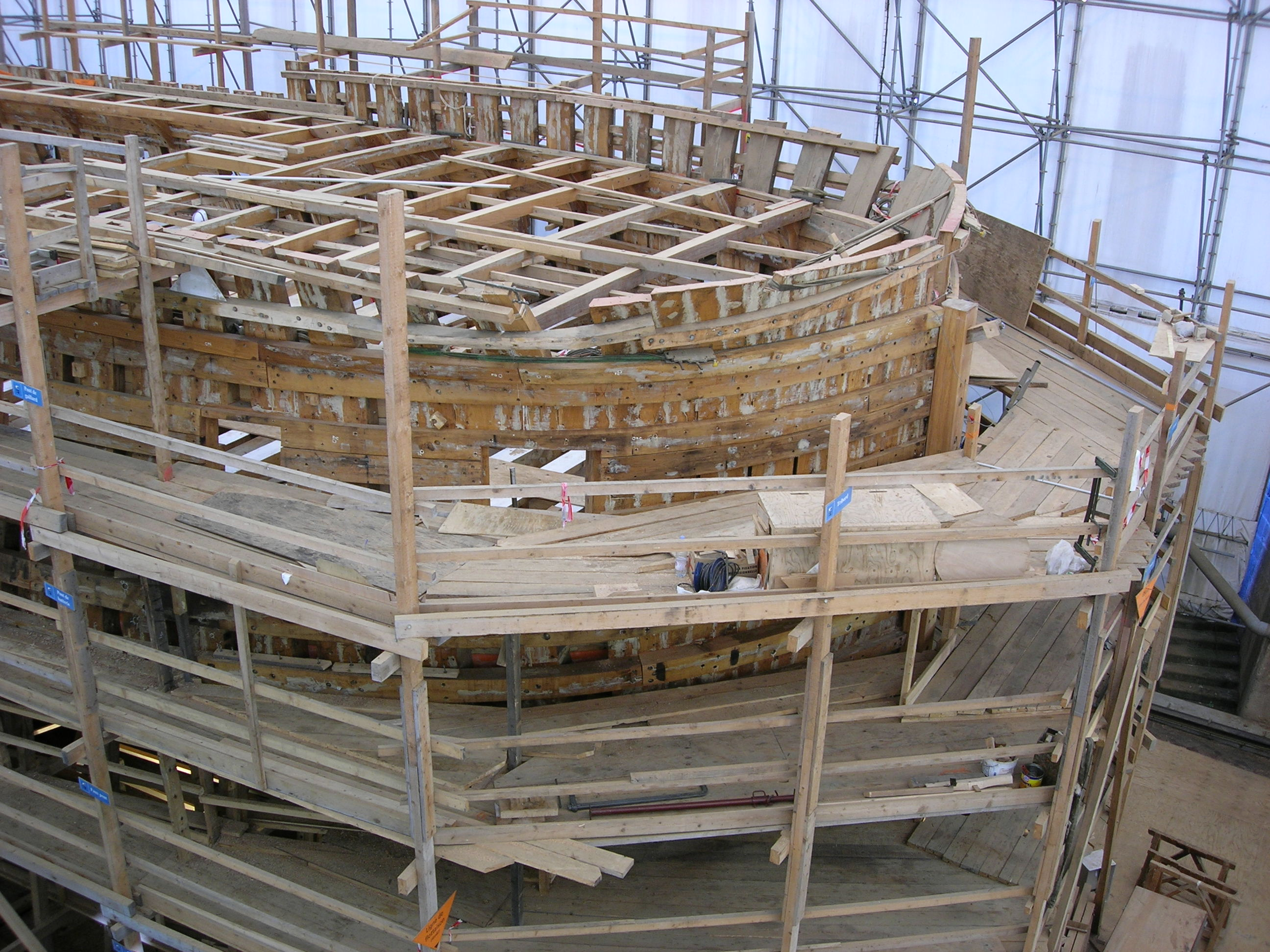
Vue avant de la charpente de la coque, entourée des échafaudages.
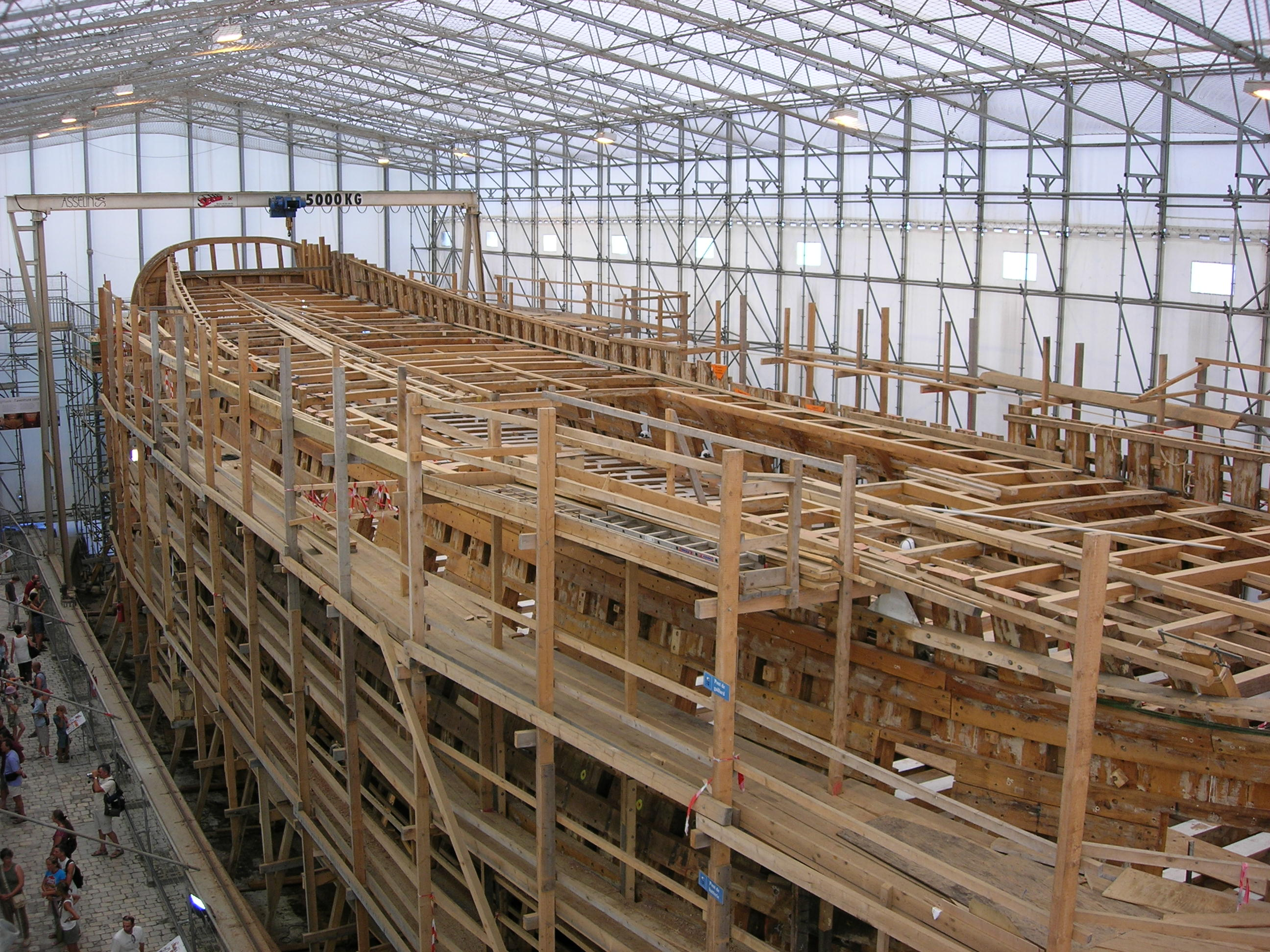
Vue générale du montage de la structure de la coque.
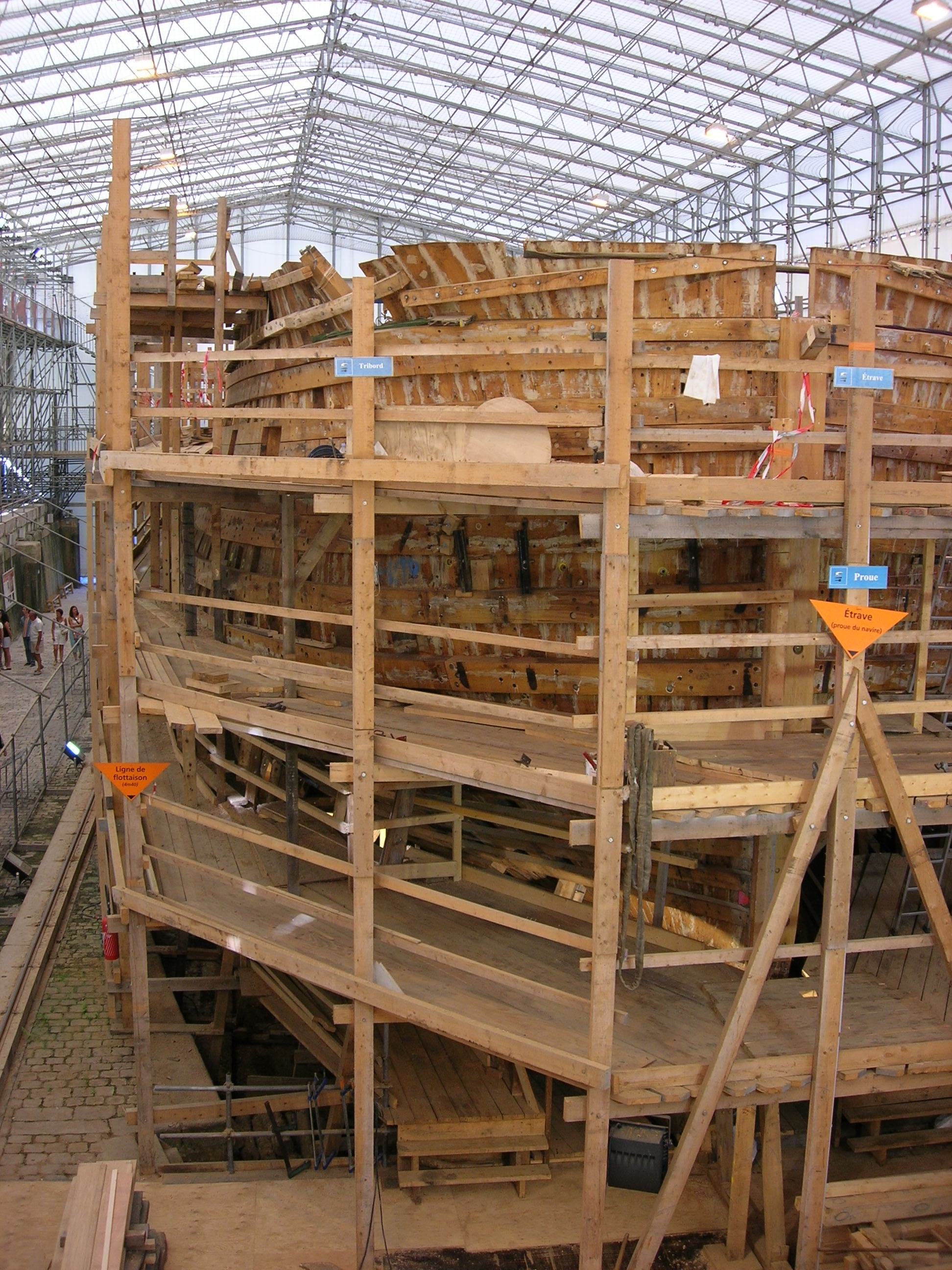
vue de la proue.

Photos de la reconstruction en 2006
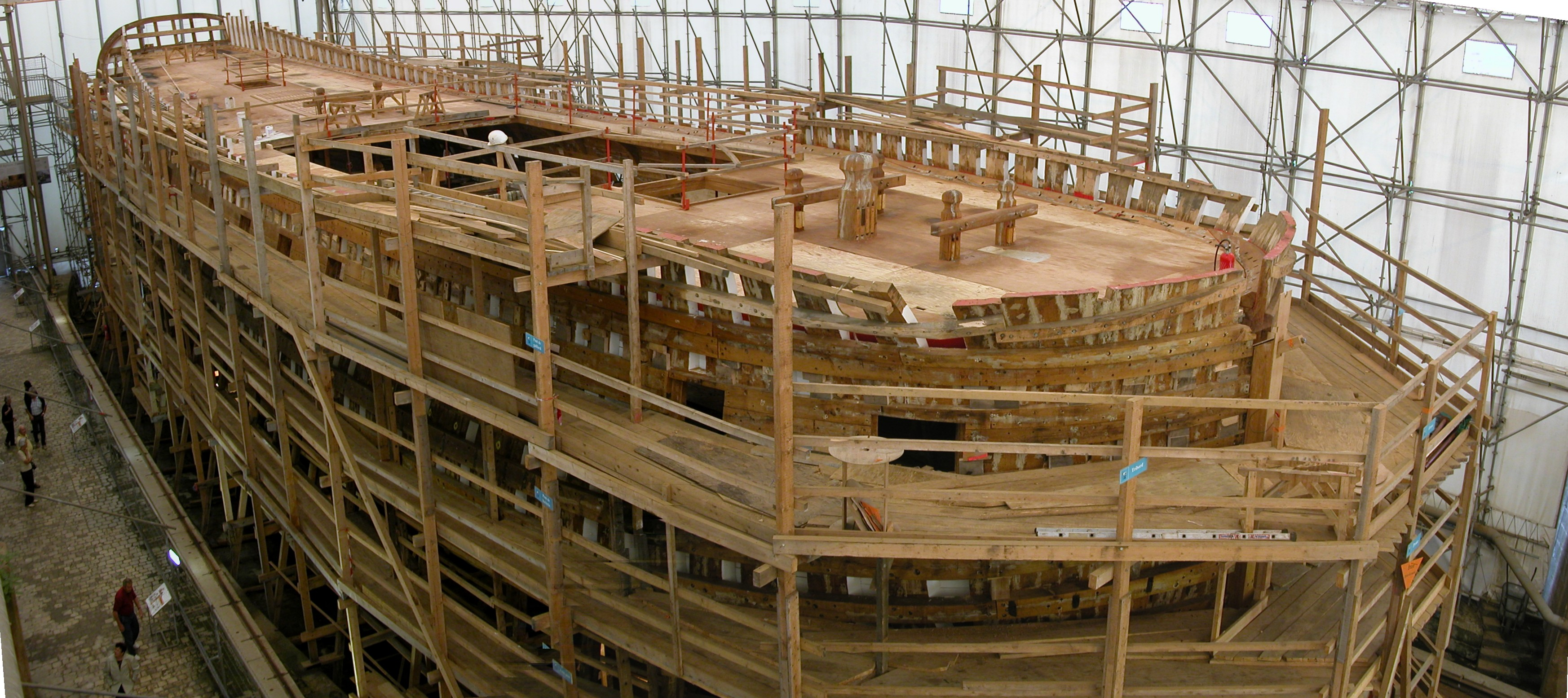
Vue générale du pont supérieur avec l'écoutille centrale.
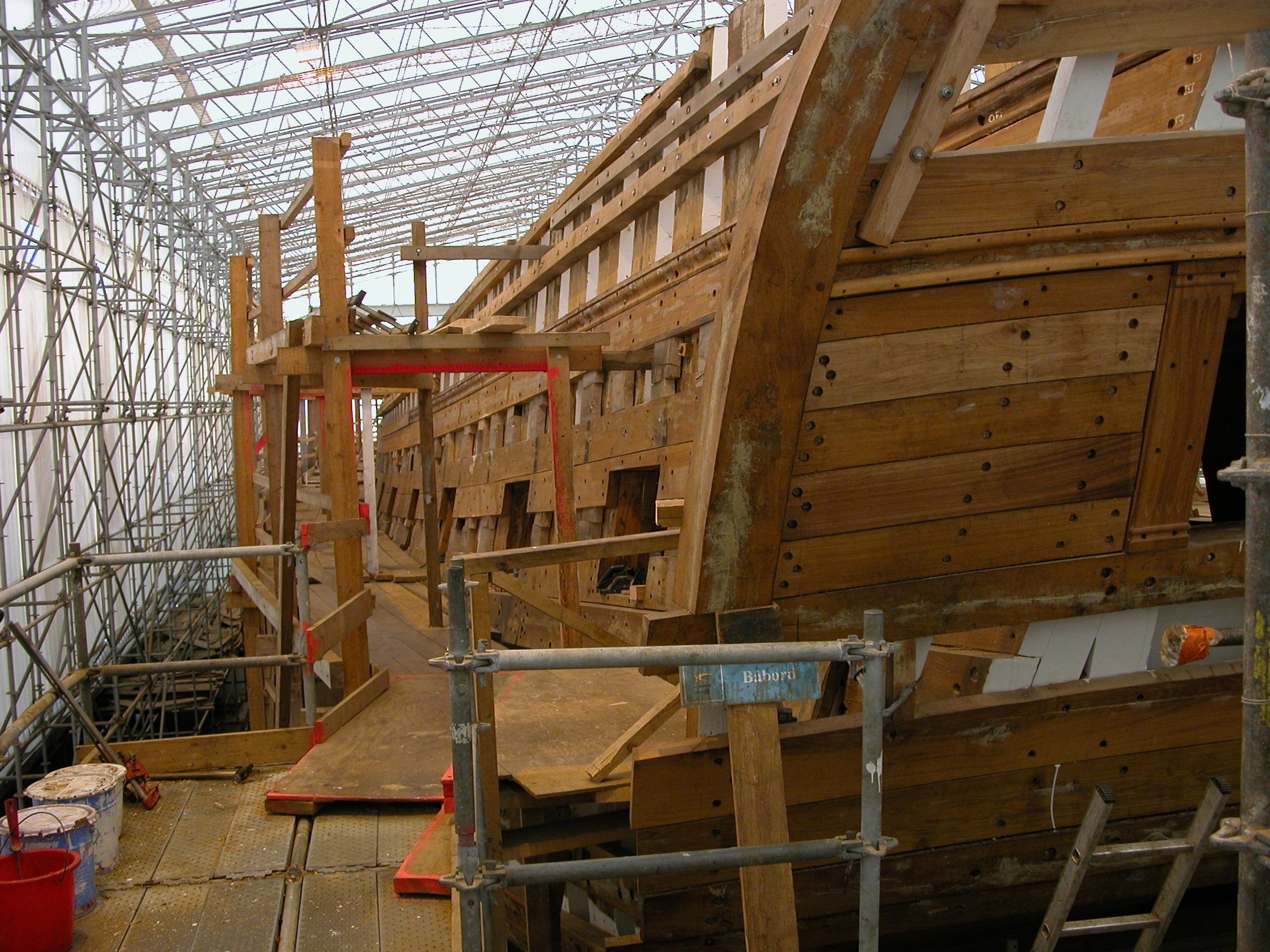
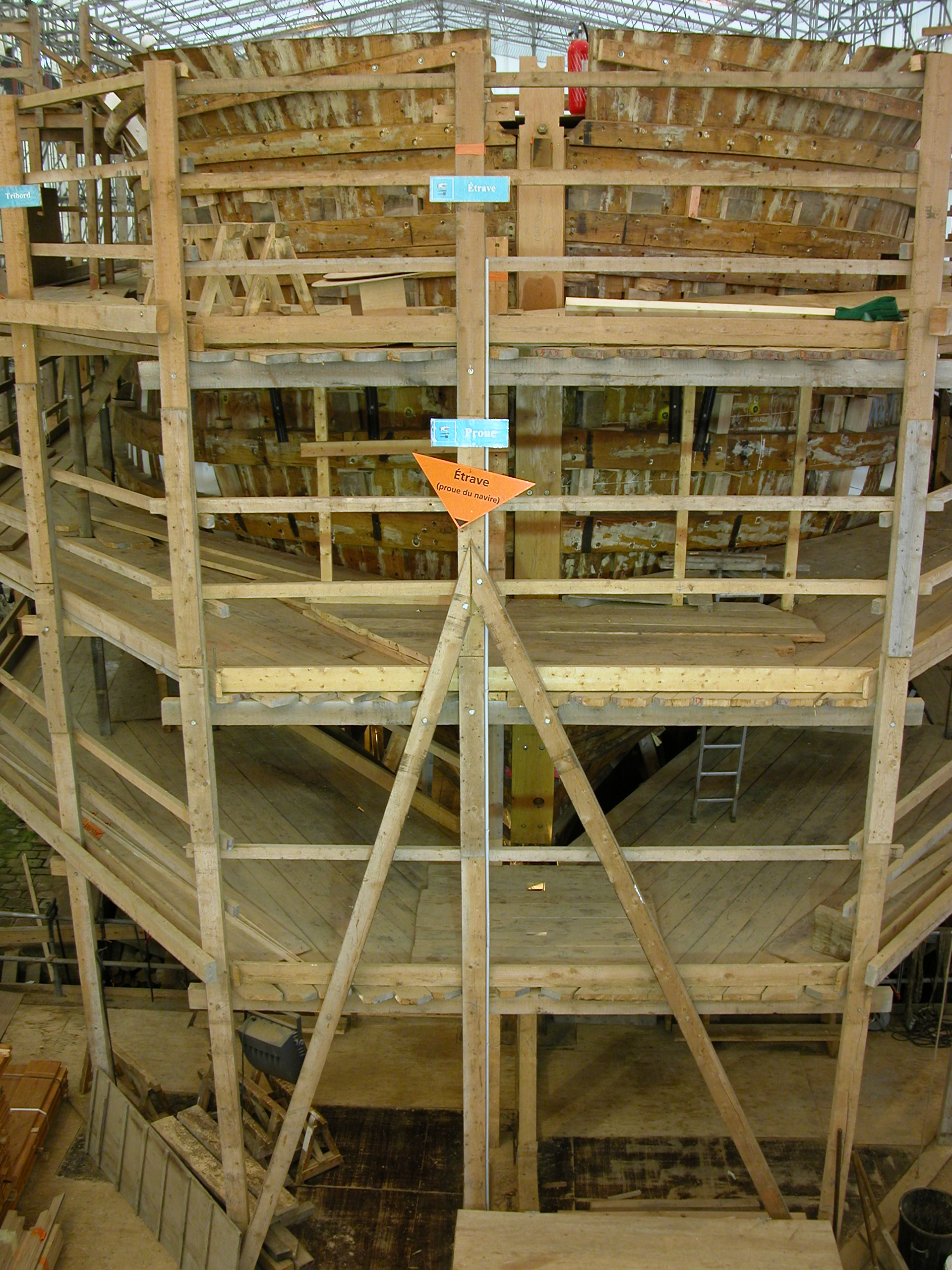
Vue arrière bâbord, détails.
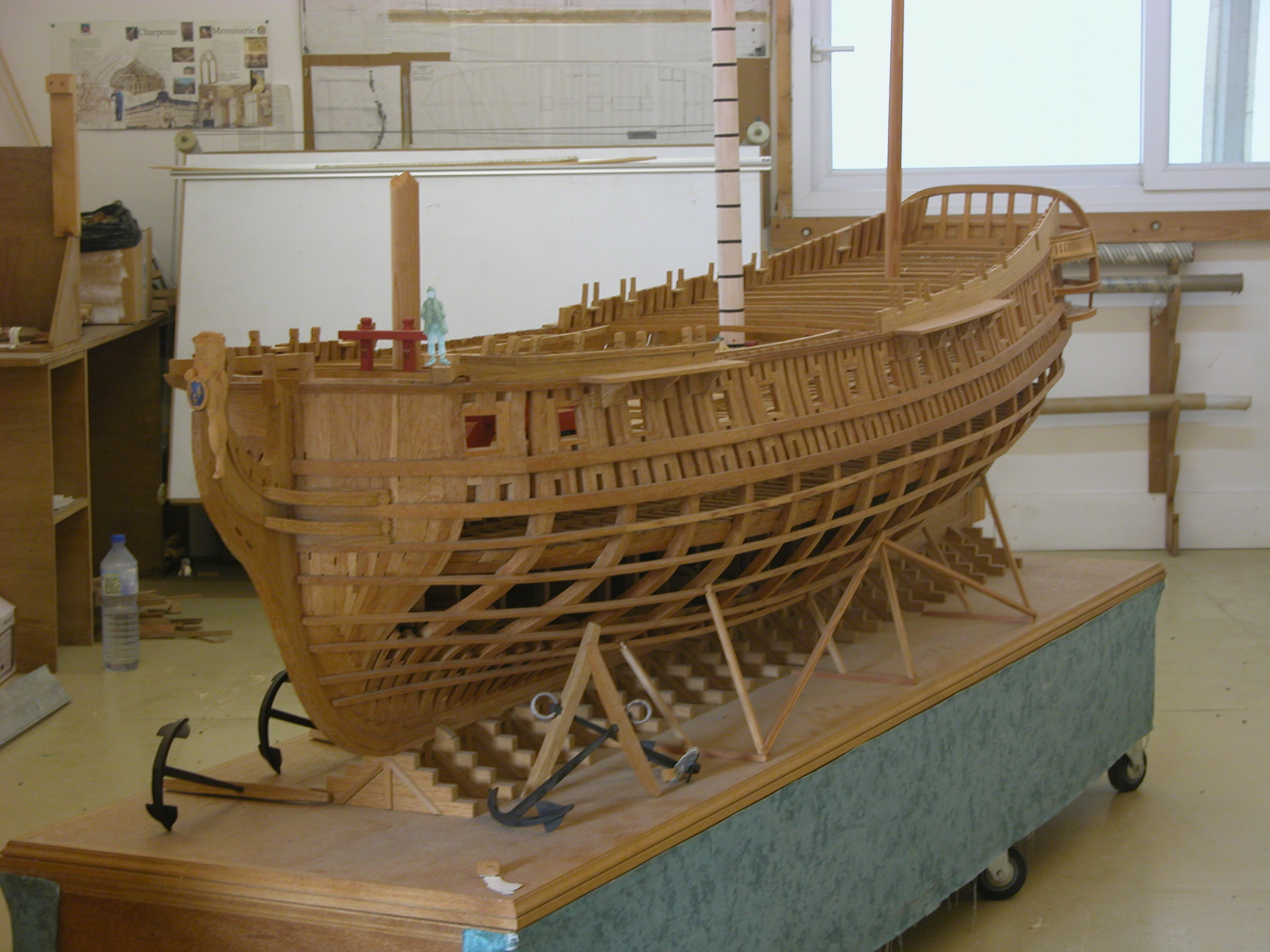
Maquette utilisée sur le chantier.

Photos de la reconstruction en 2009
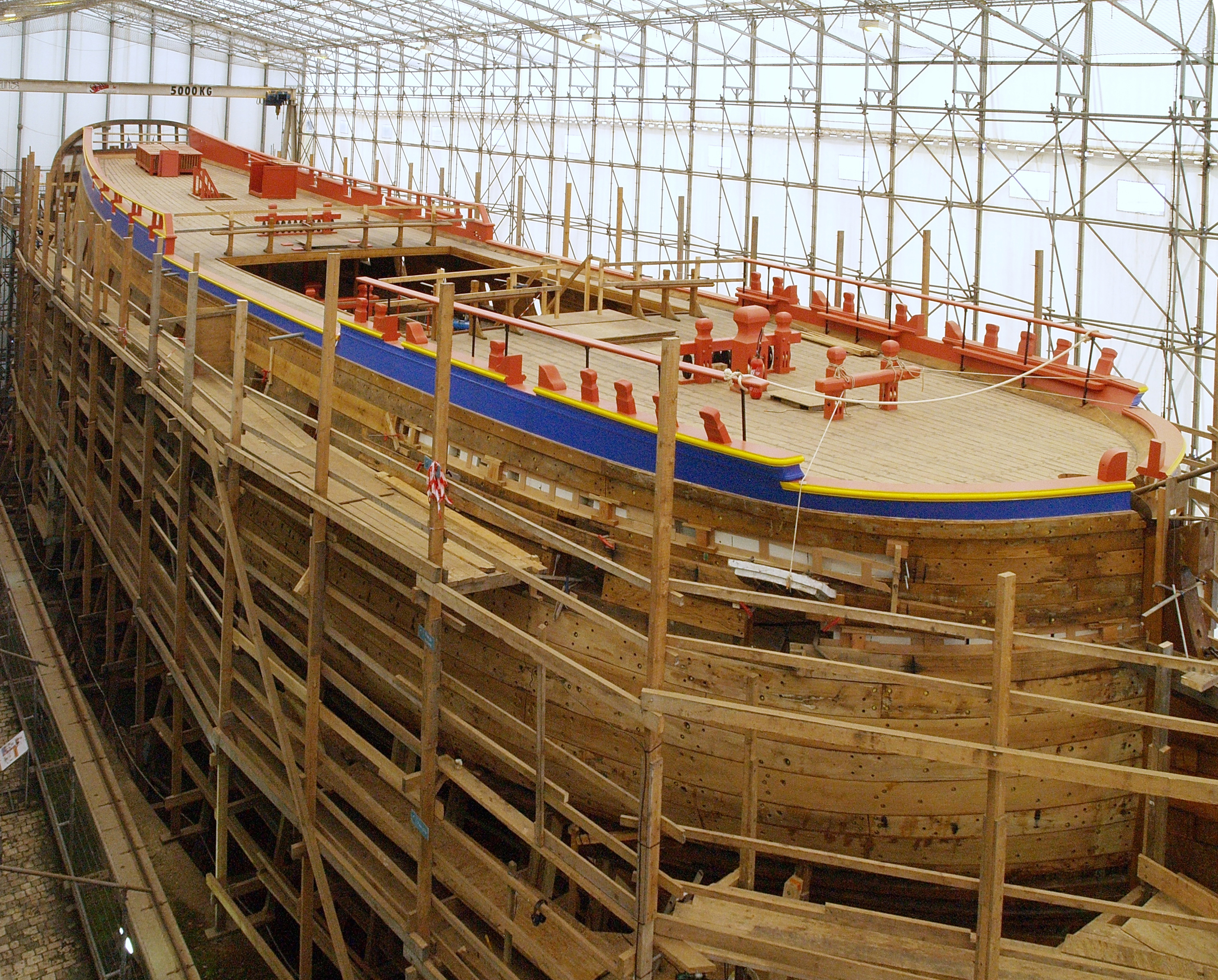
Avril 2009 : les pavois sont peints, l'escalier central des officiers est en place au bord de l'écoutille.
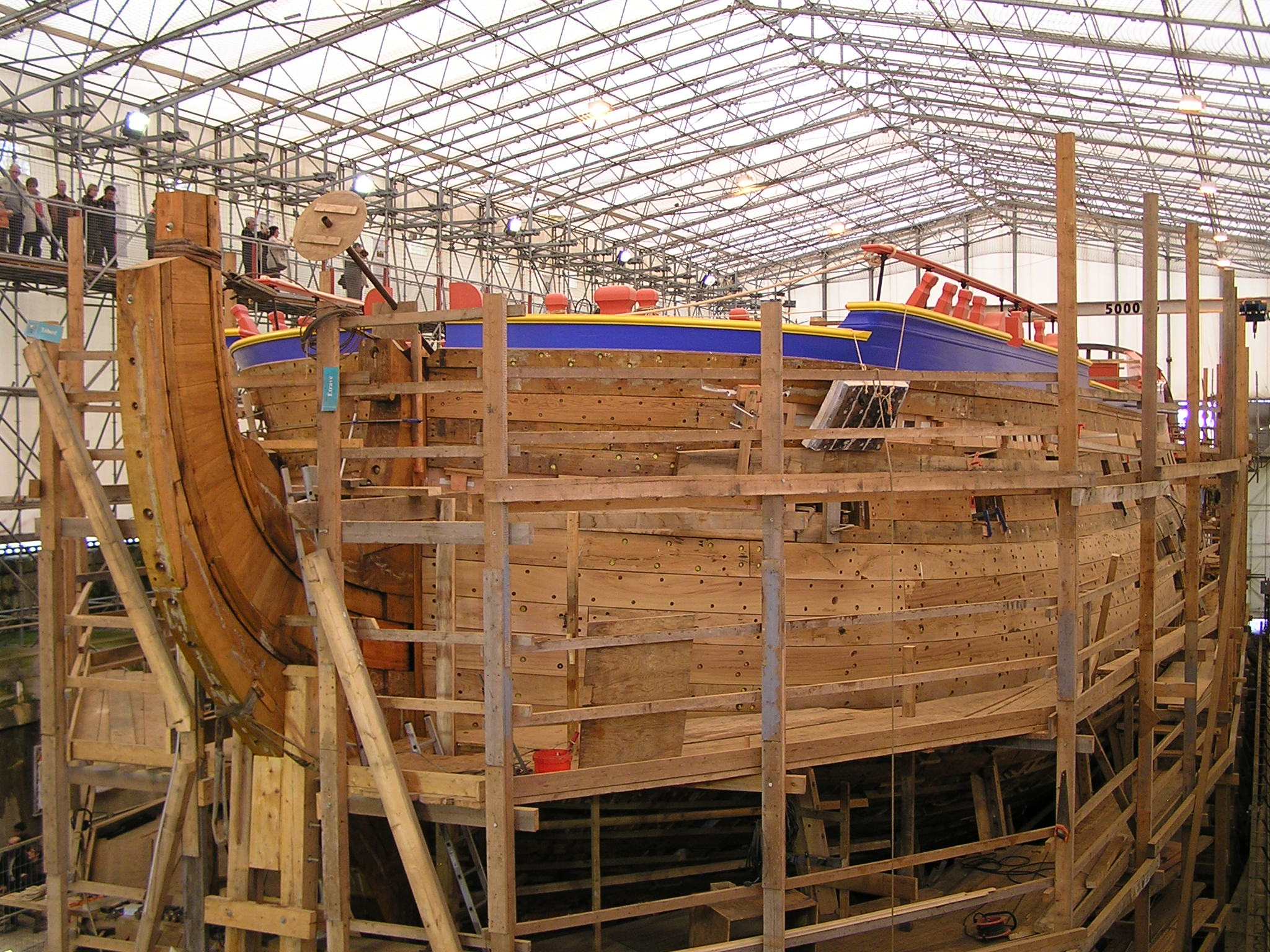
Pose de la pièce de la proue.
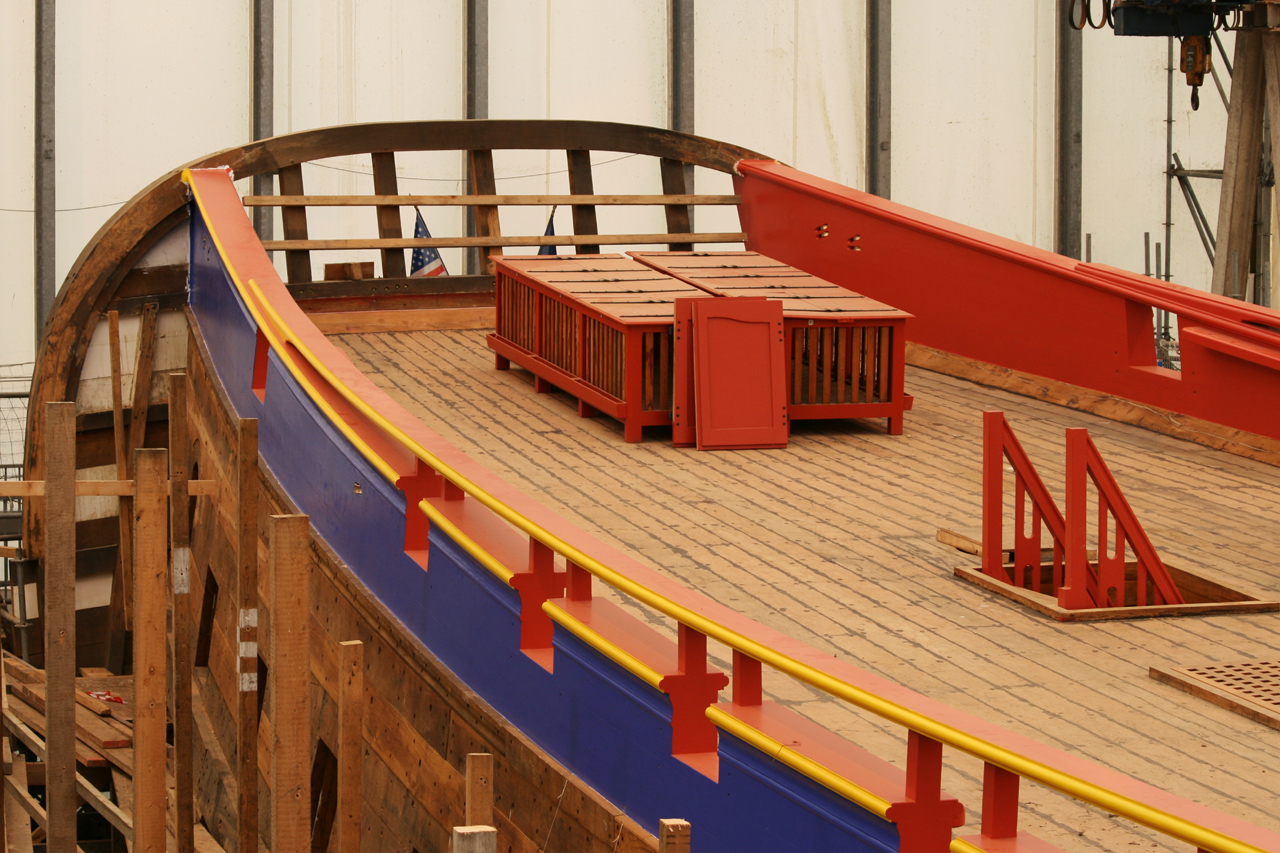
Peinture des pavois et pose de cages à poules sur le pont du gaillard arrière.
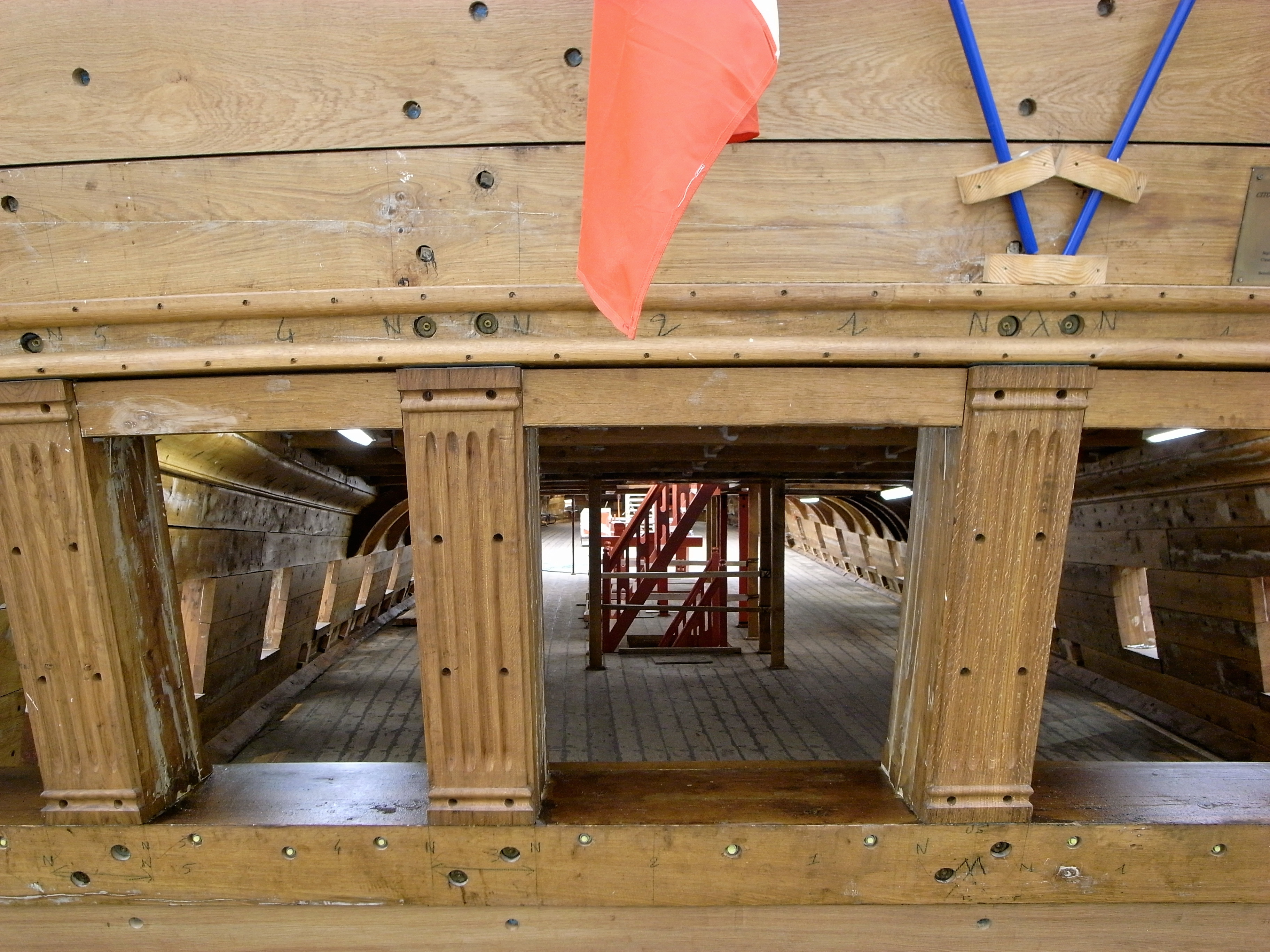
L'échelle des officiers vue à travers la poupe.

Photos de la reconstruction en juin 2011
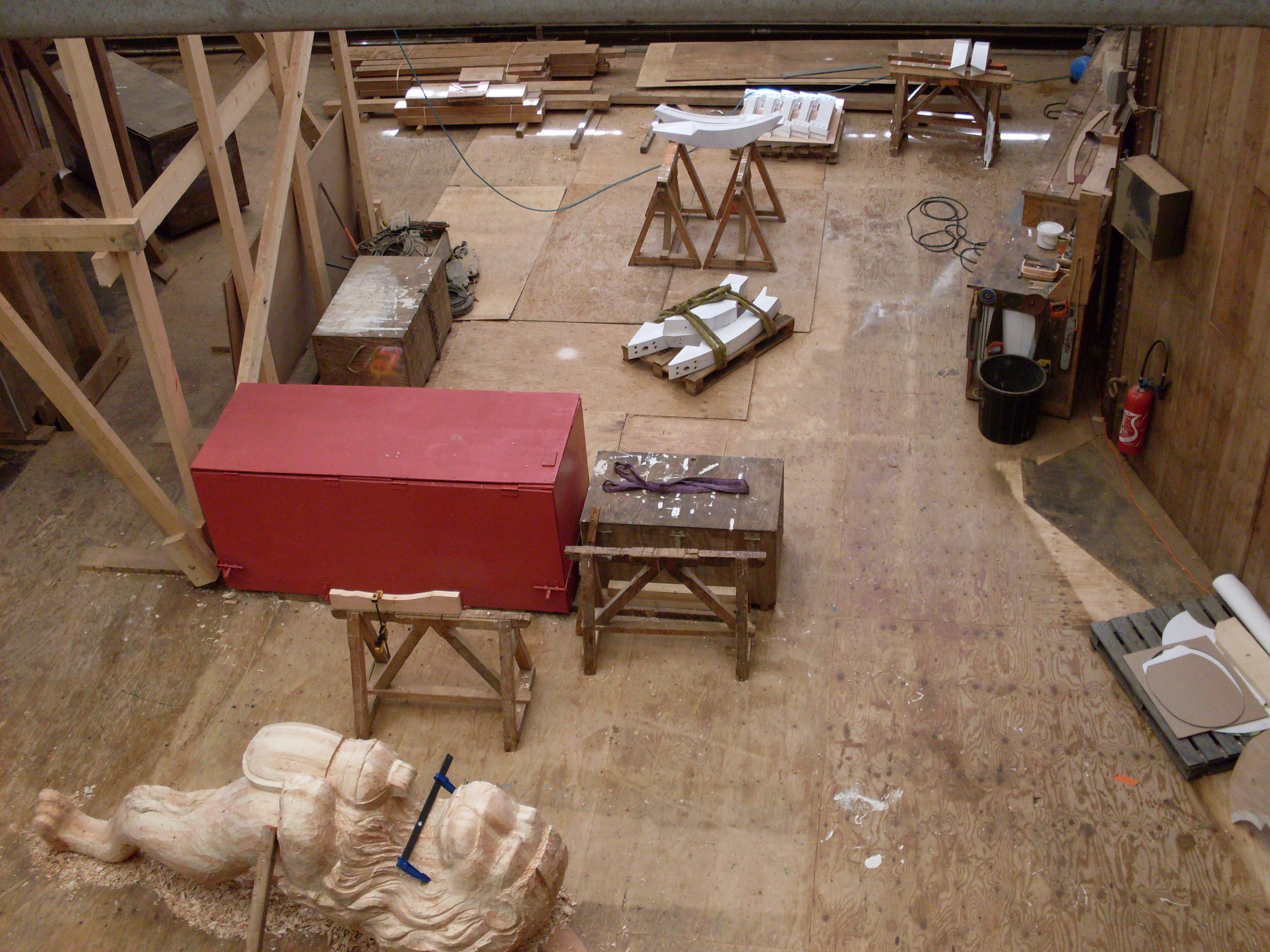
Moulage et fabrication de la figure de proue.
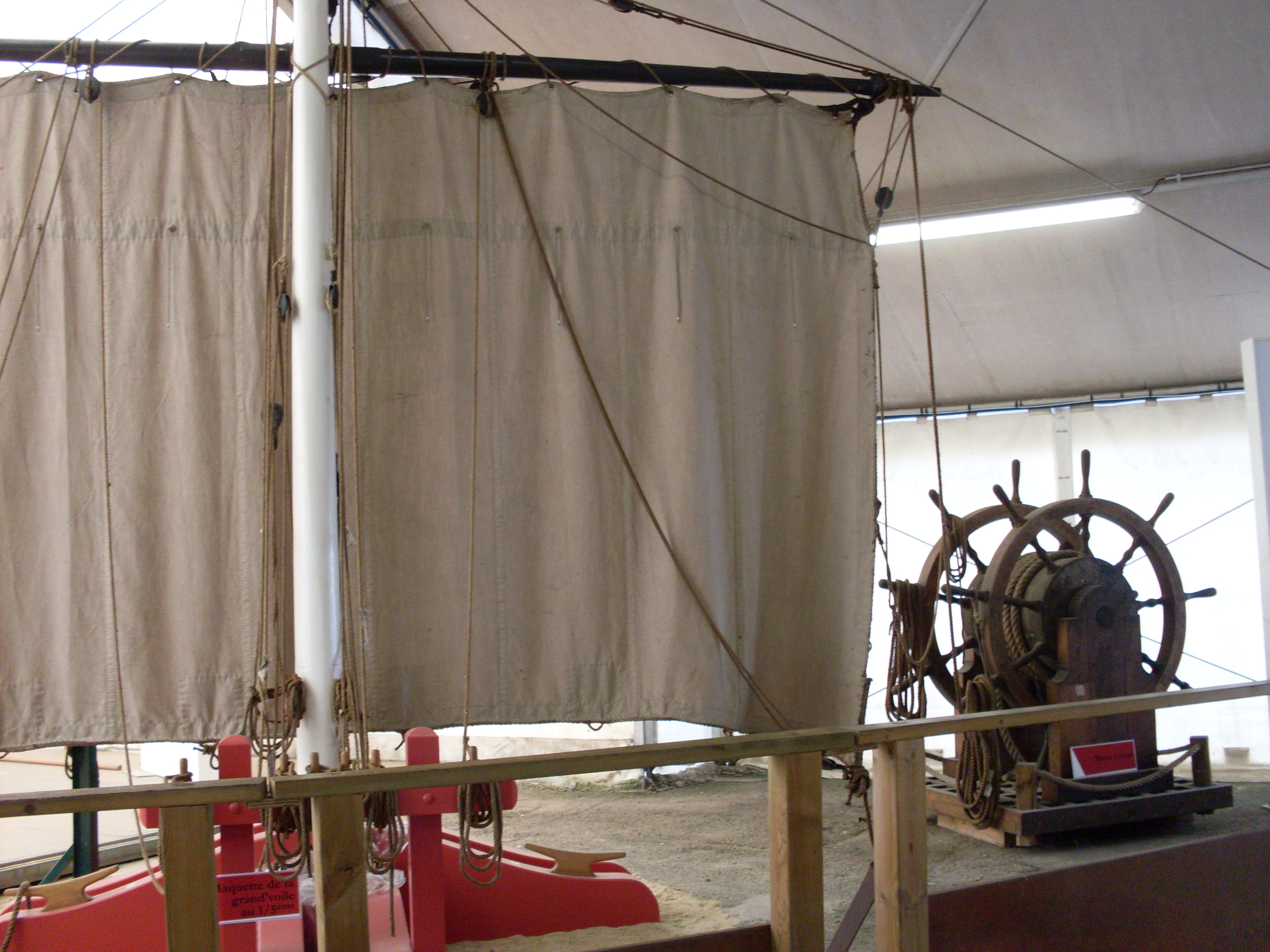
Pose pour essai d'une petite voile arrière.
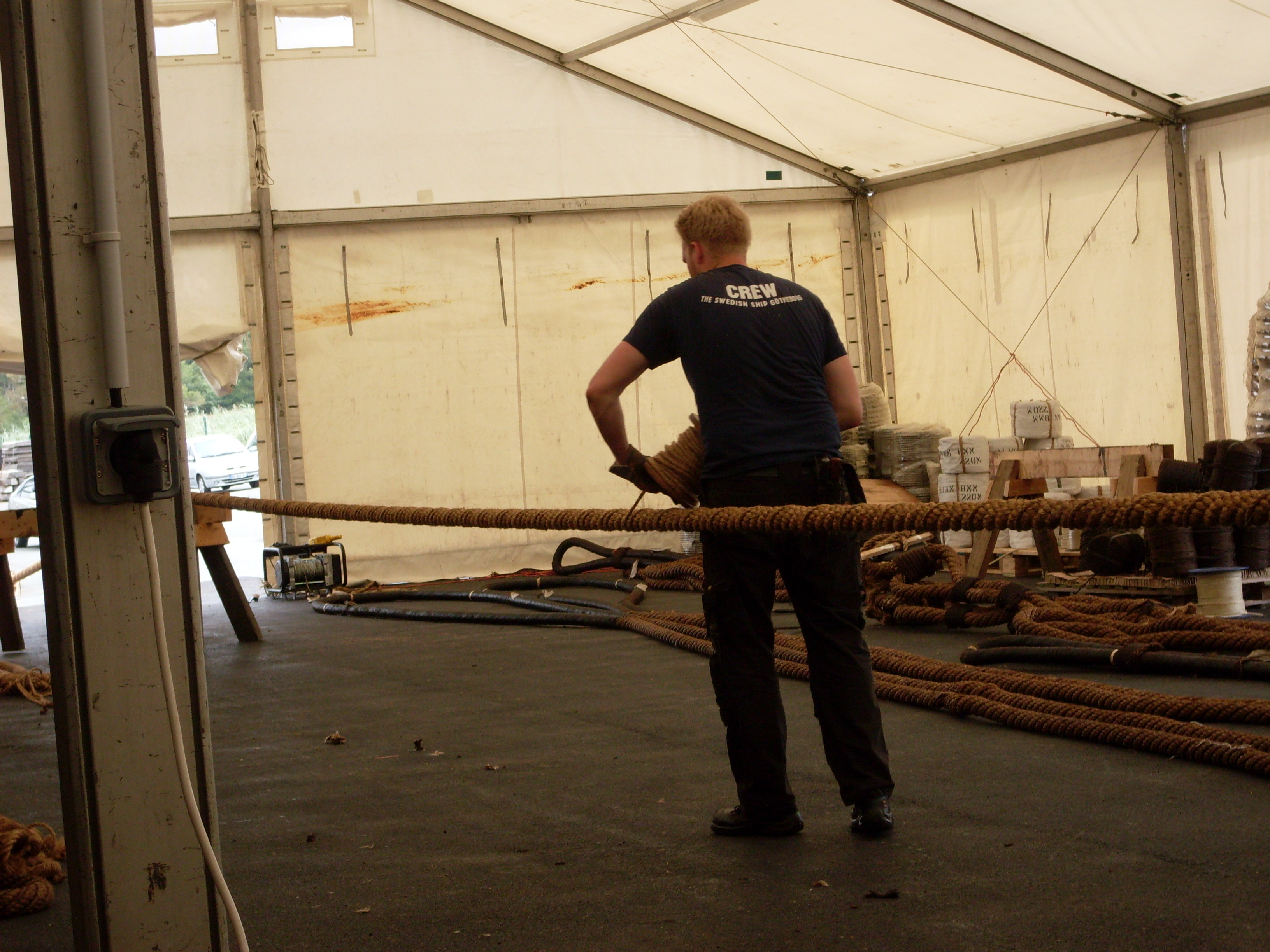
Fabrication et préparation des cordages.
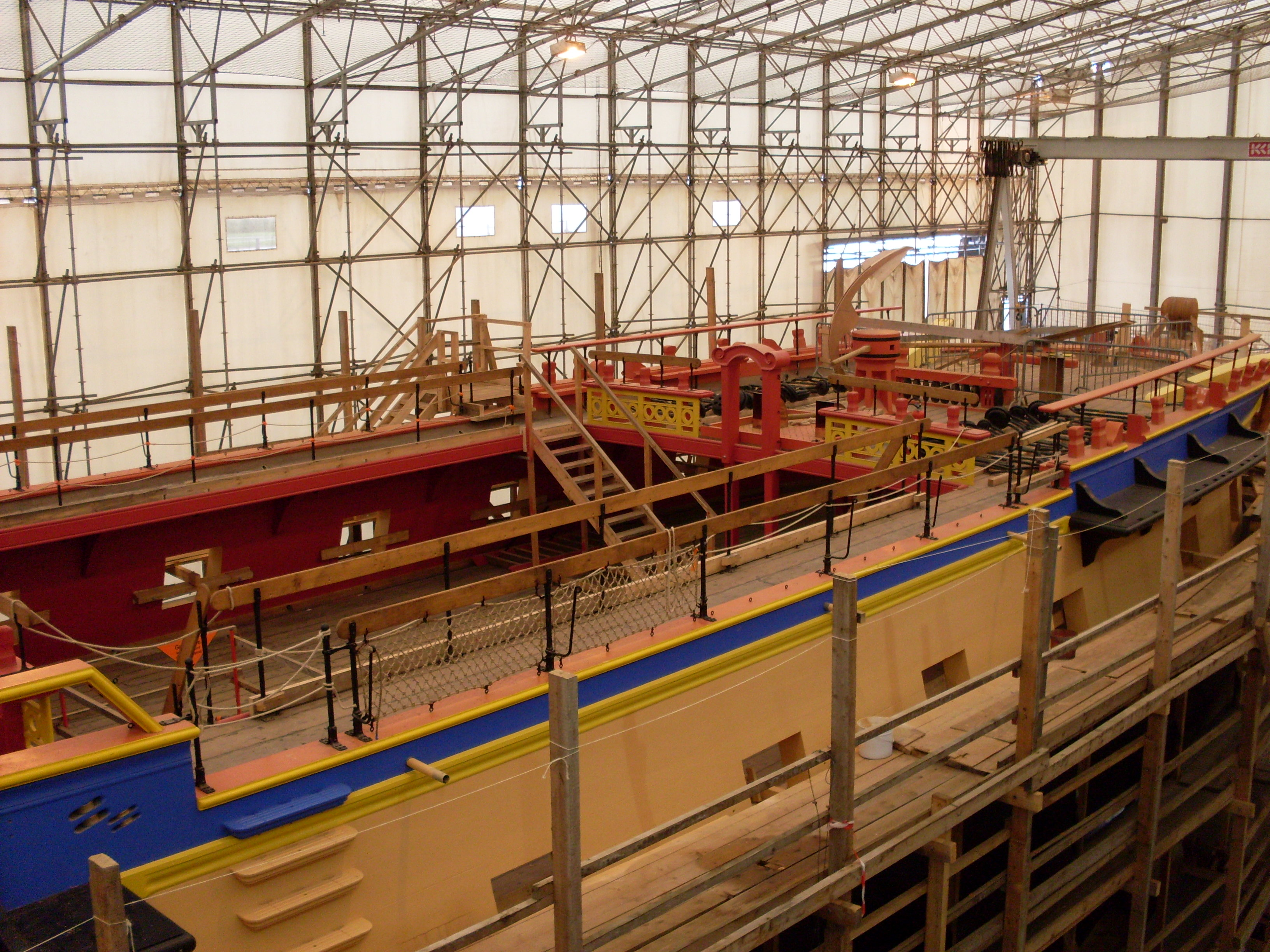
Mise en peinture générale de la coque.
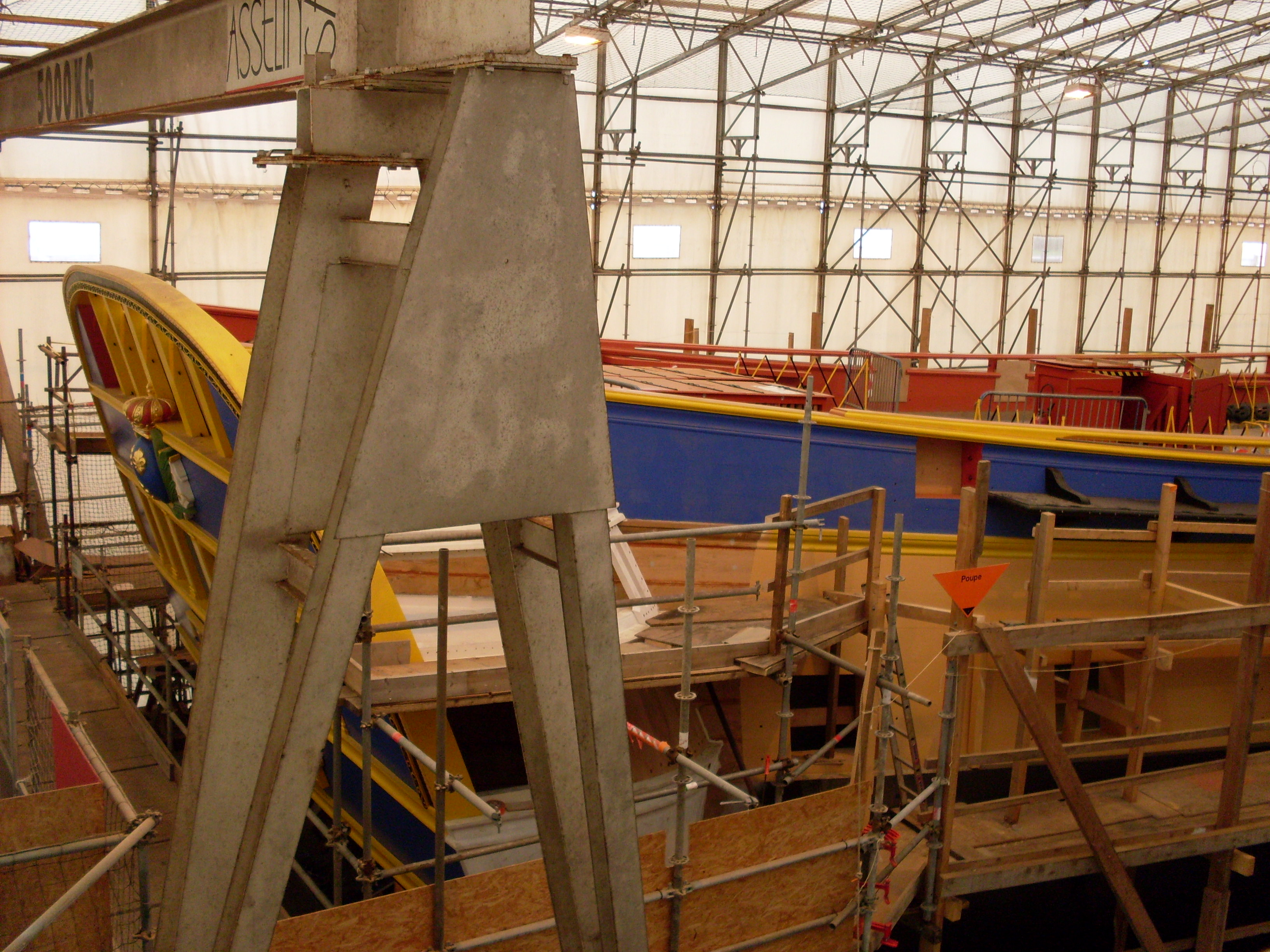
La poupe terminée vue sous le pont de levage.
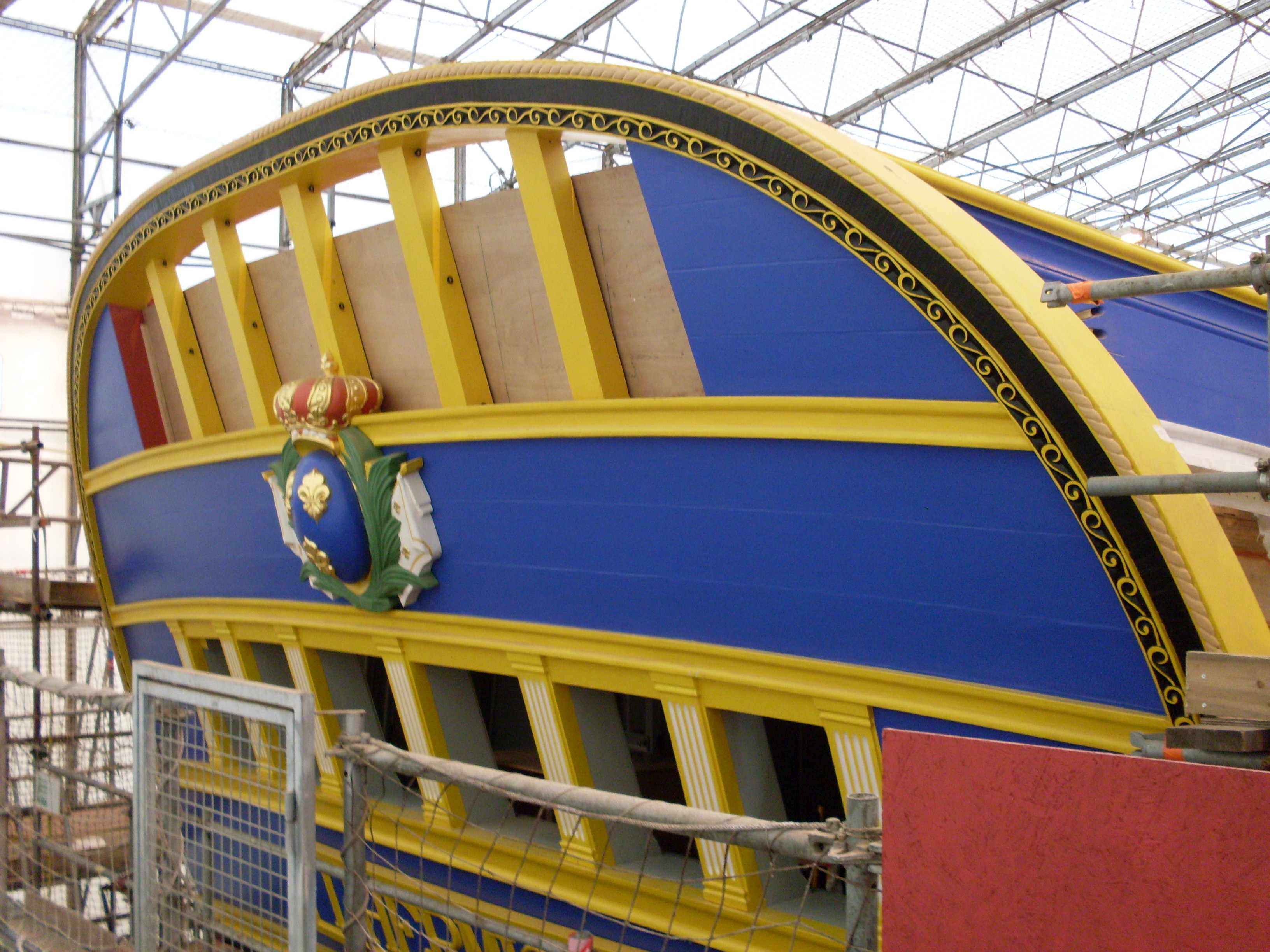
Le haut de la poupe, peinture et pose du blason d'ornement.
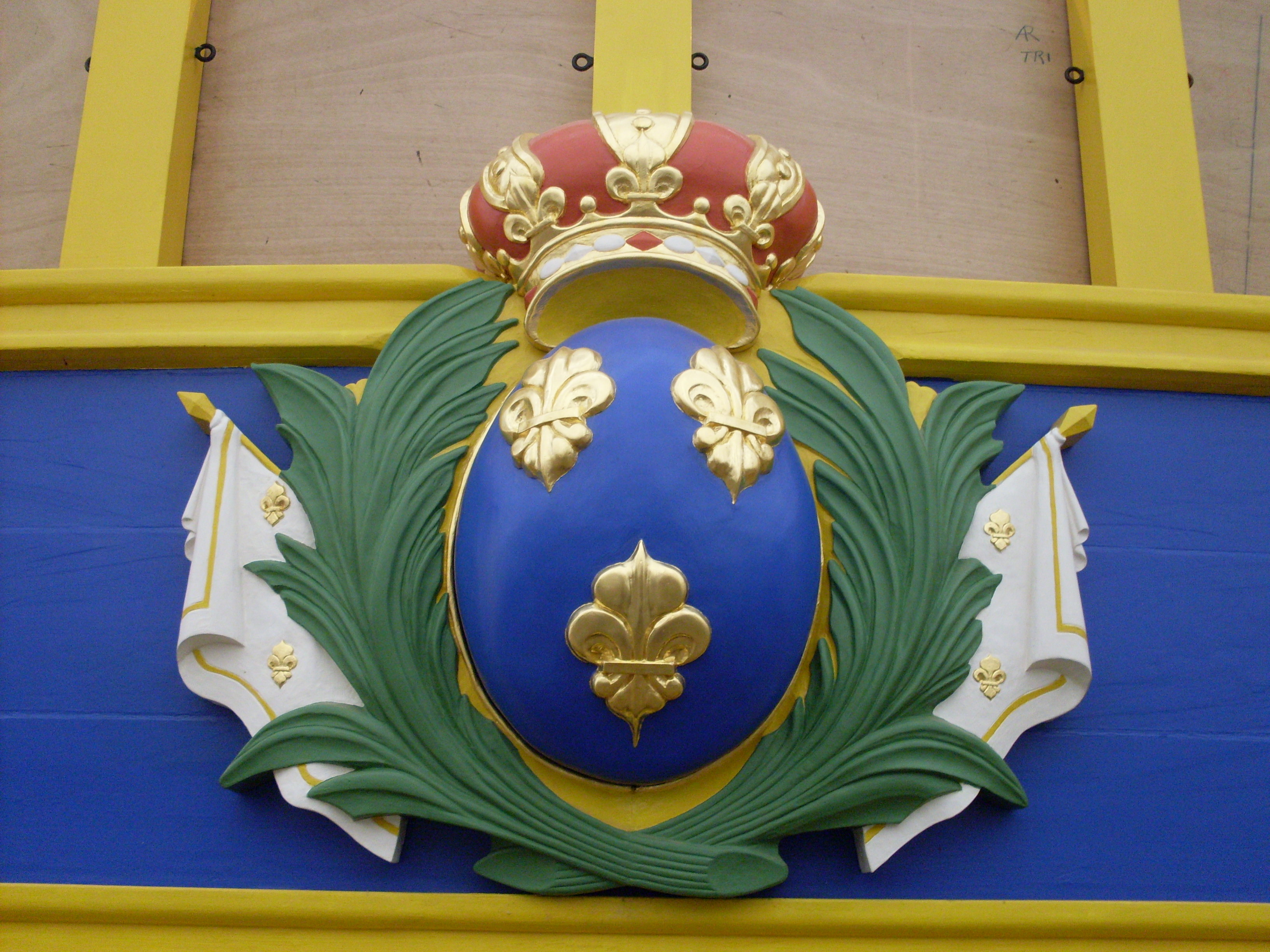
Détails du blason de la poupe.
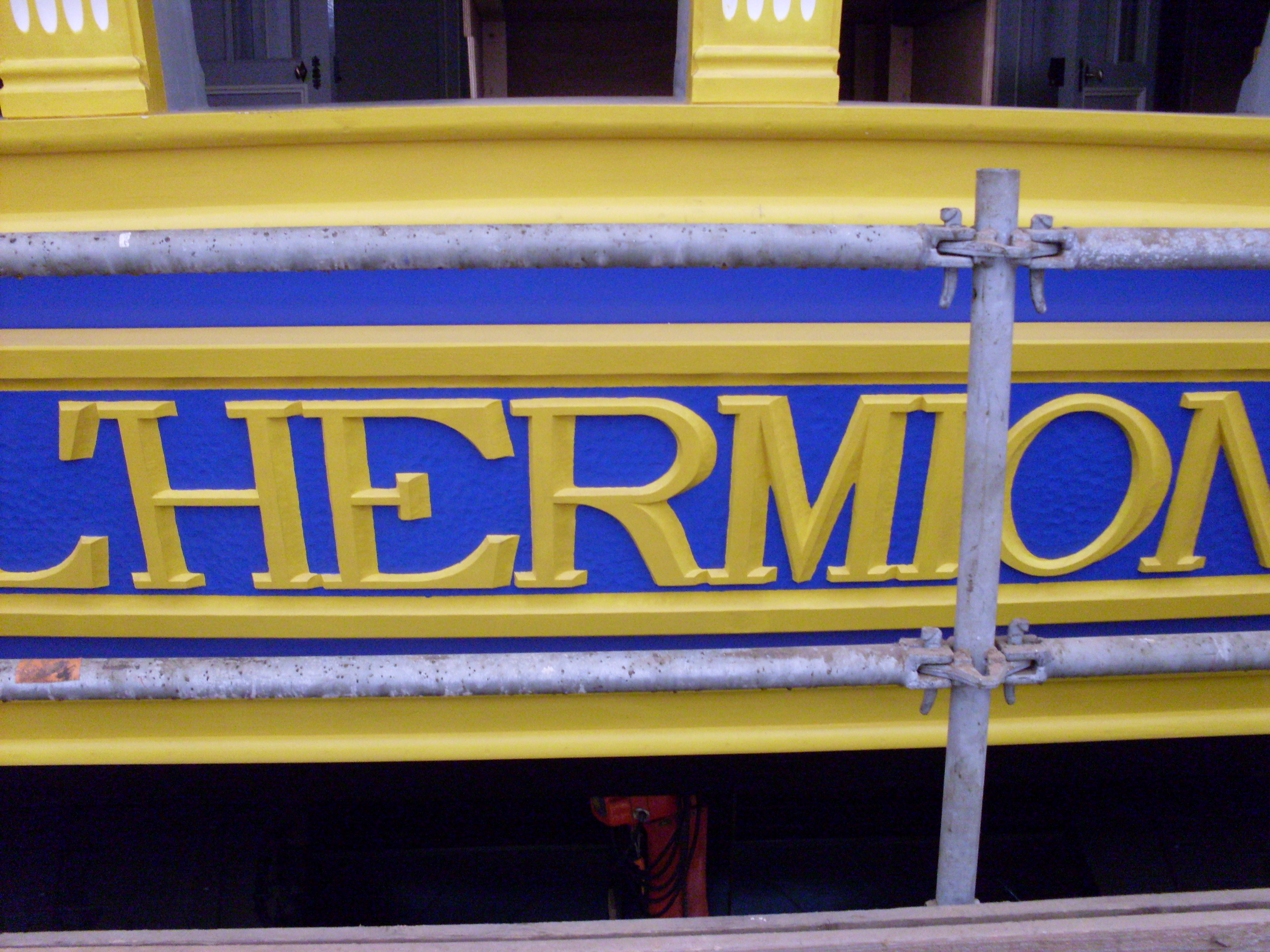
Détails du lettrage arrière, de la poupe.

Détails en février 2012
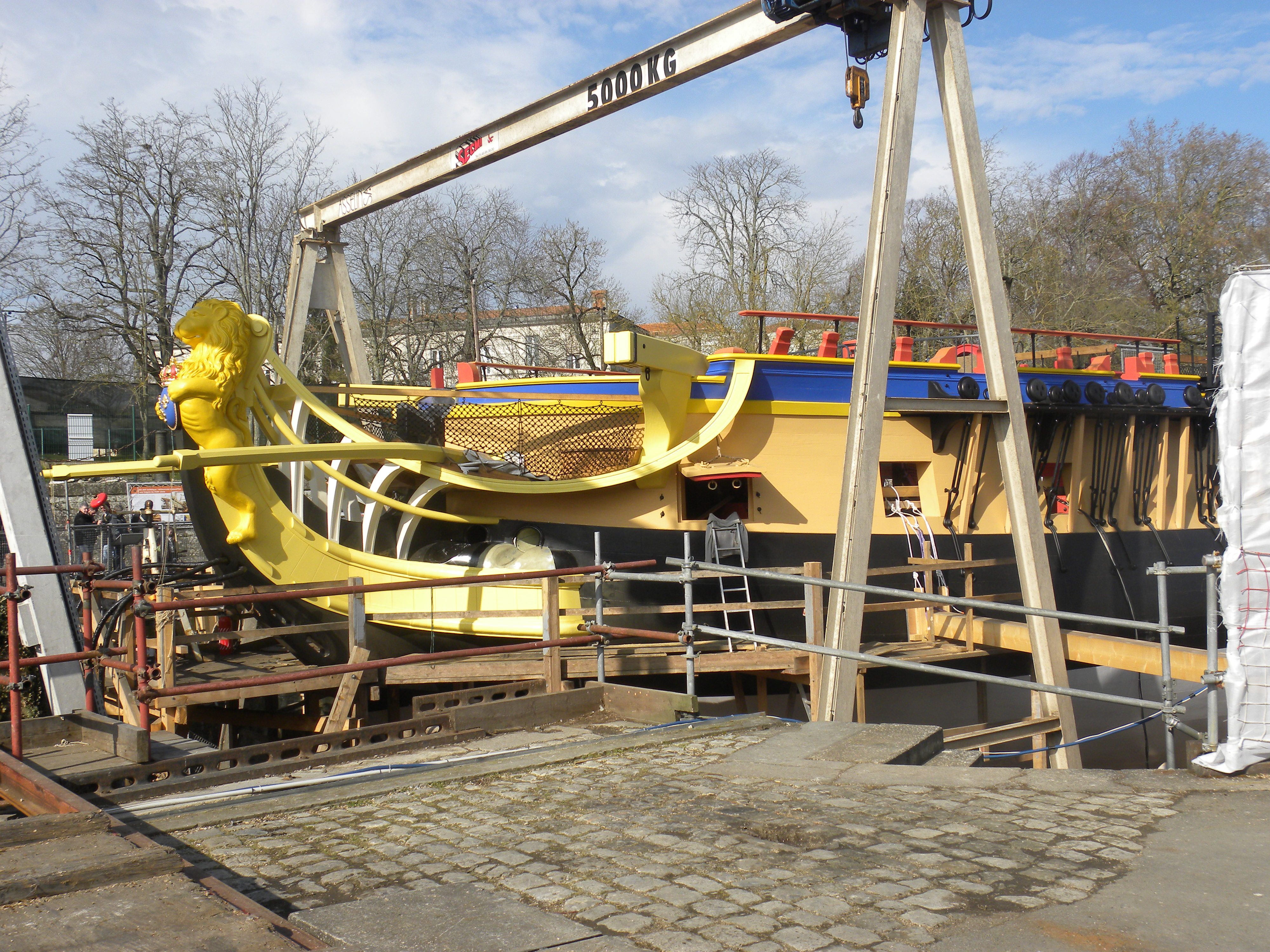
Figure de proue, posée et peinte.
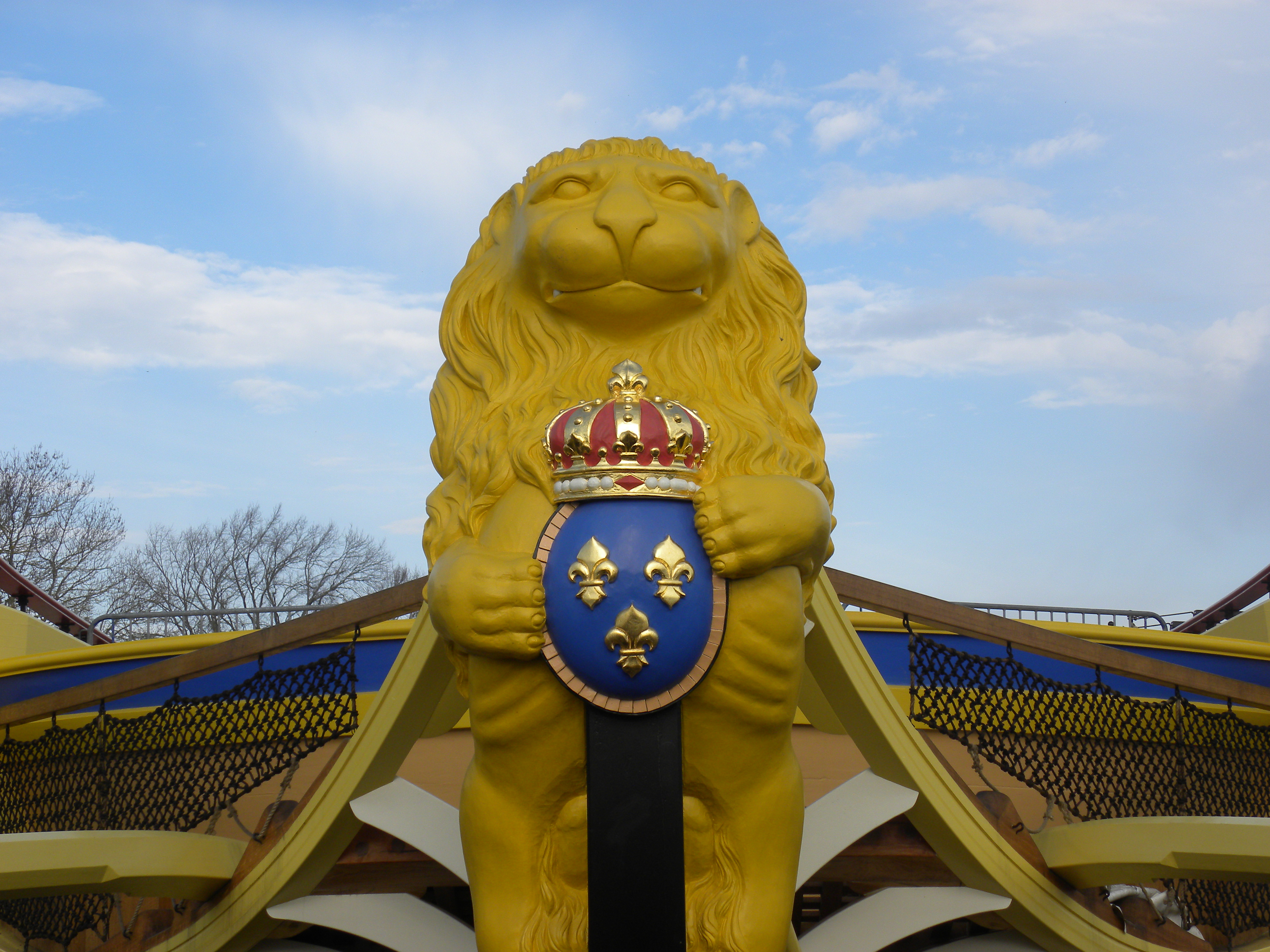
Figure de proue, détails.
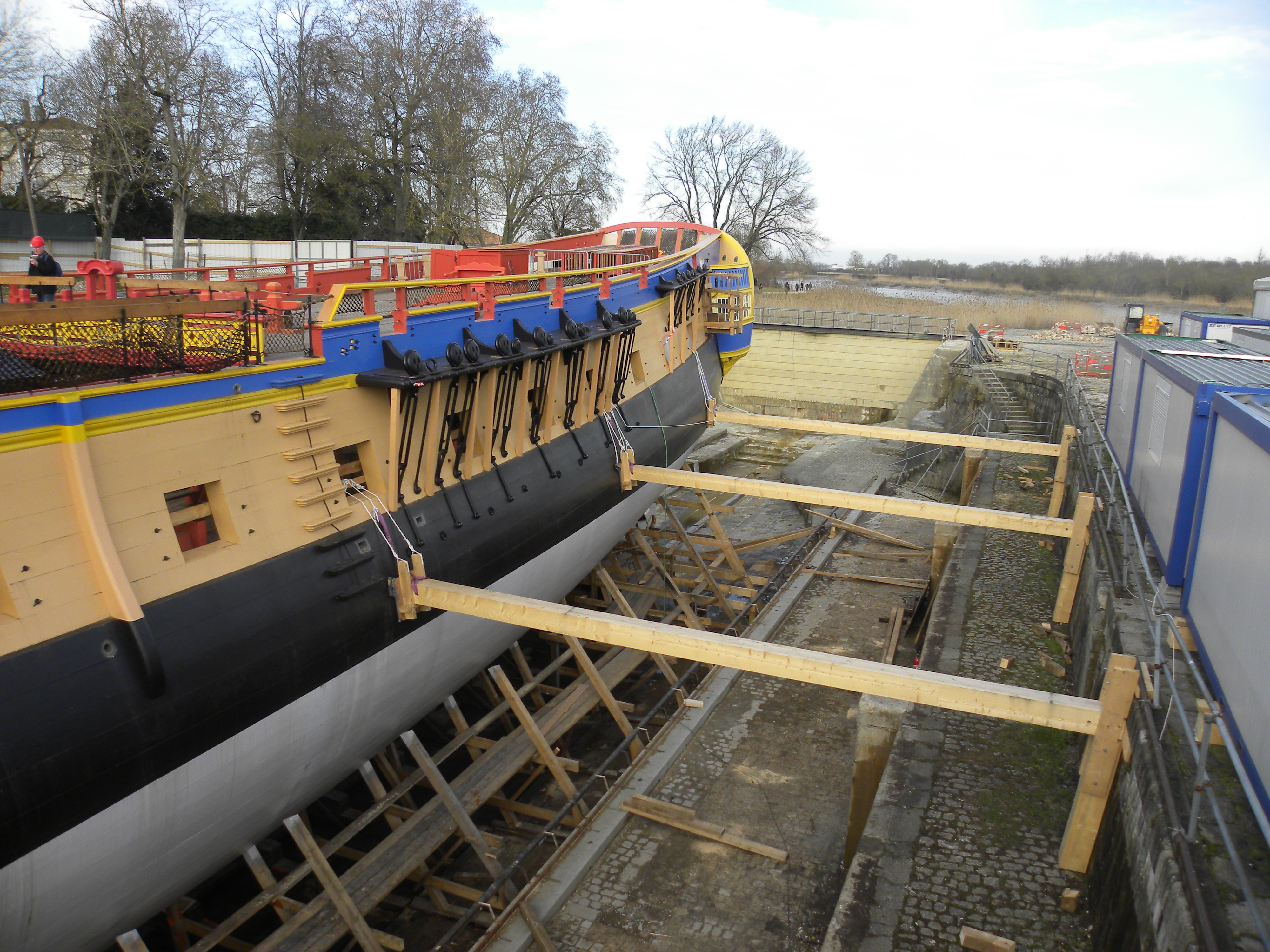
Accore de maintien de la coque en cale sèche.
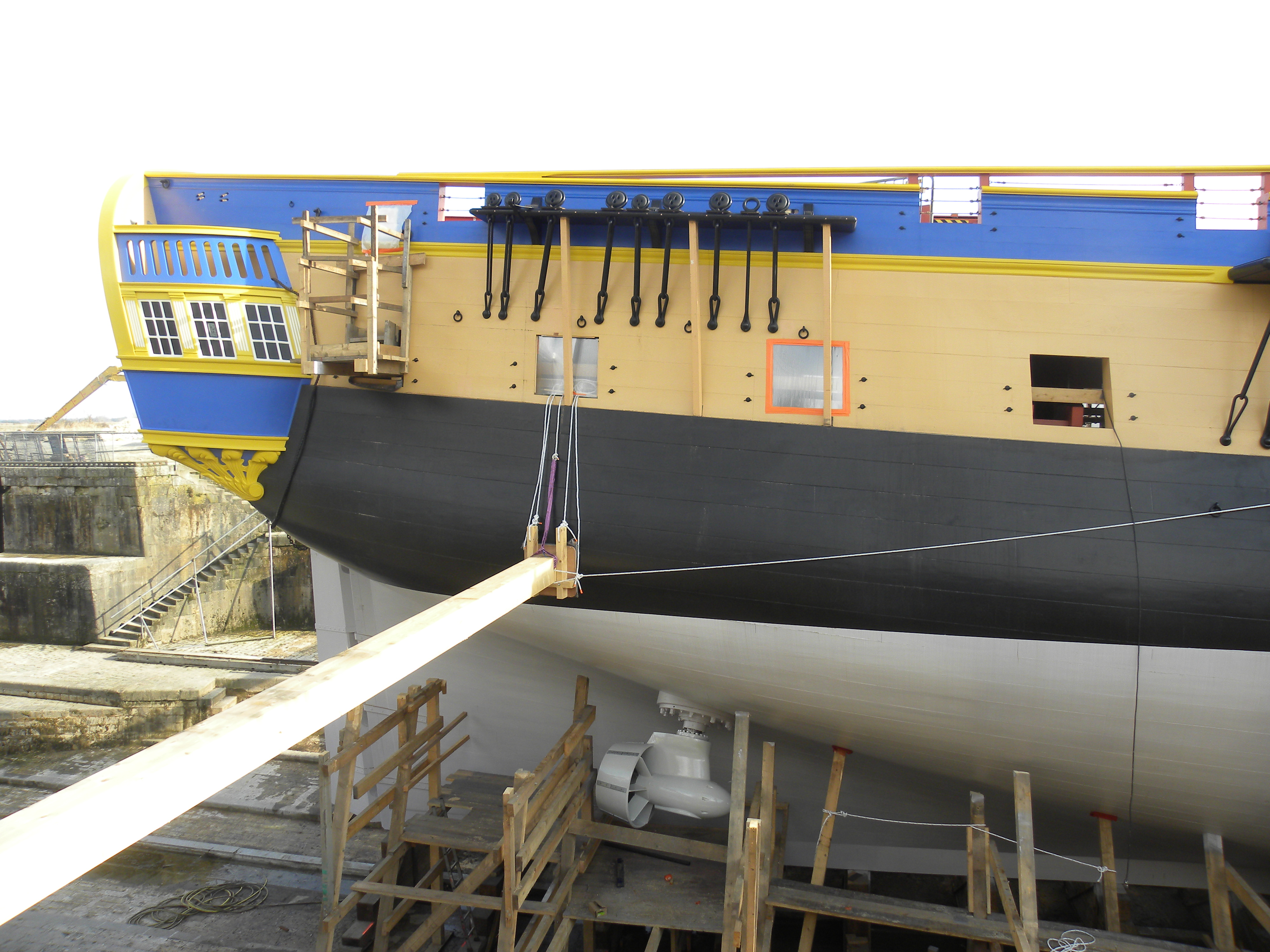
Vue du pod de propulsion tribord.
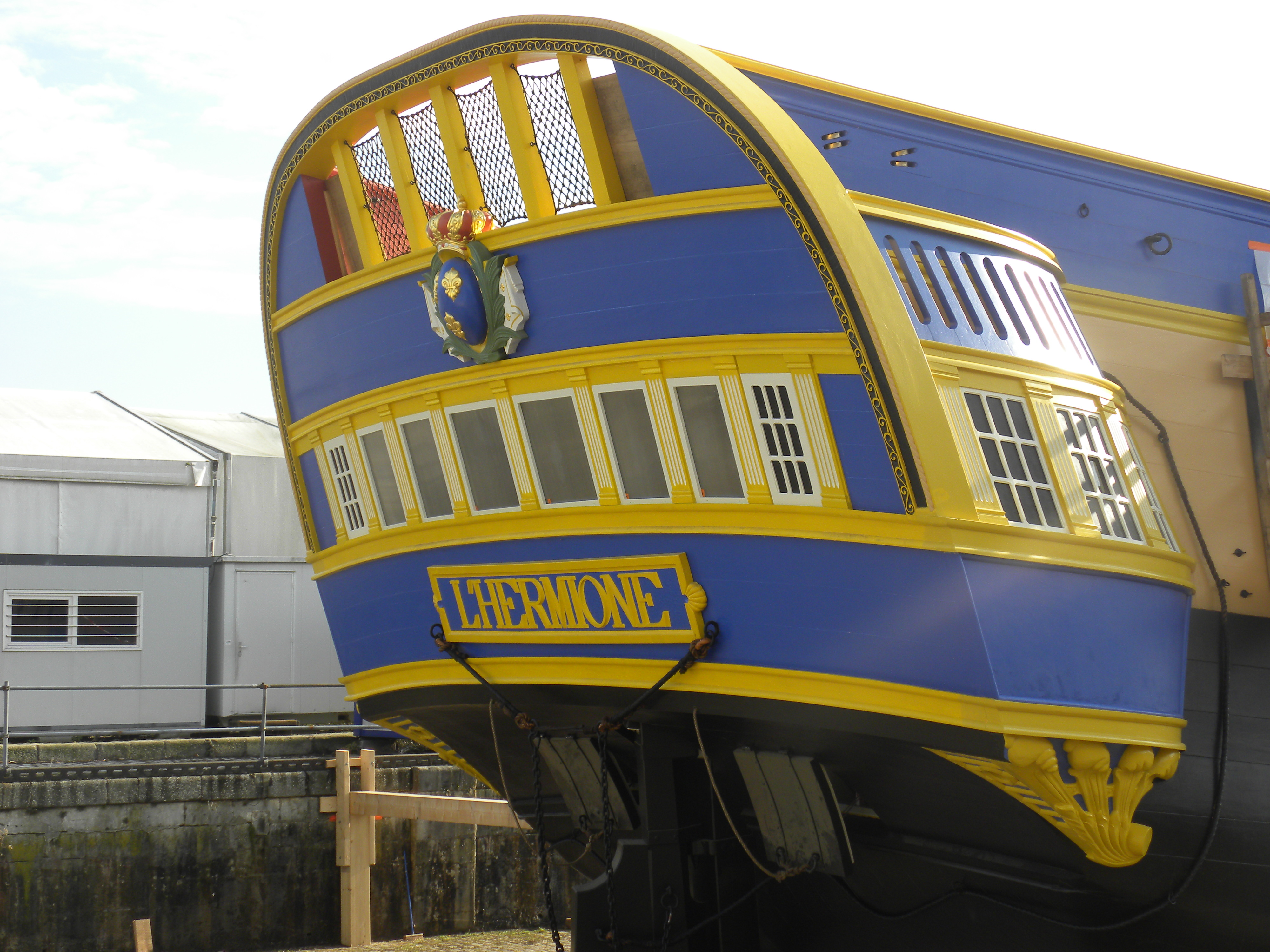
La poupe terminée.
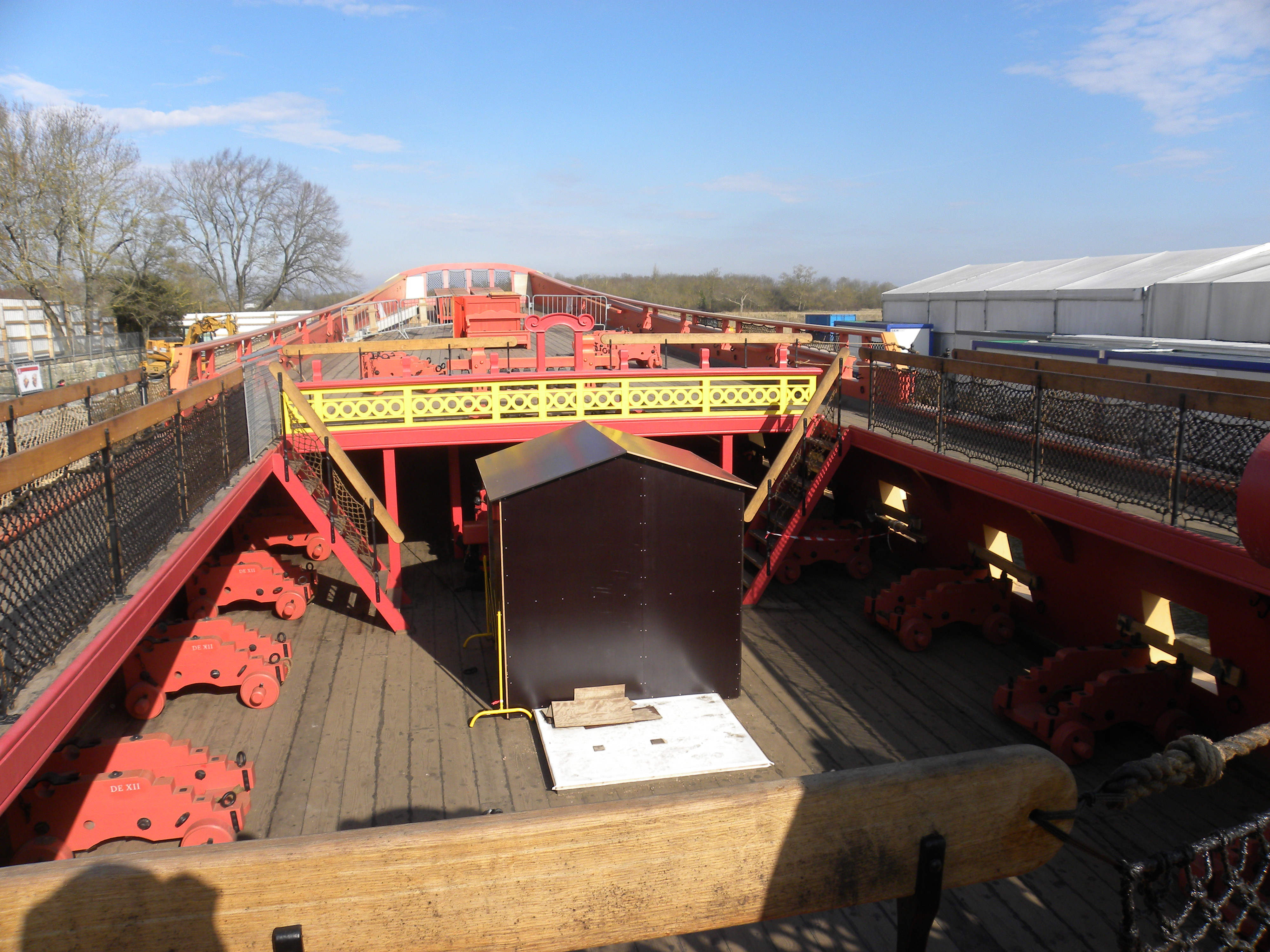
Le pont inférieur avec les affuts des canons en place.
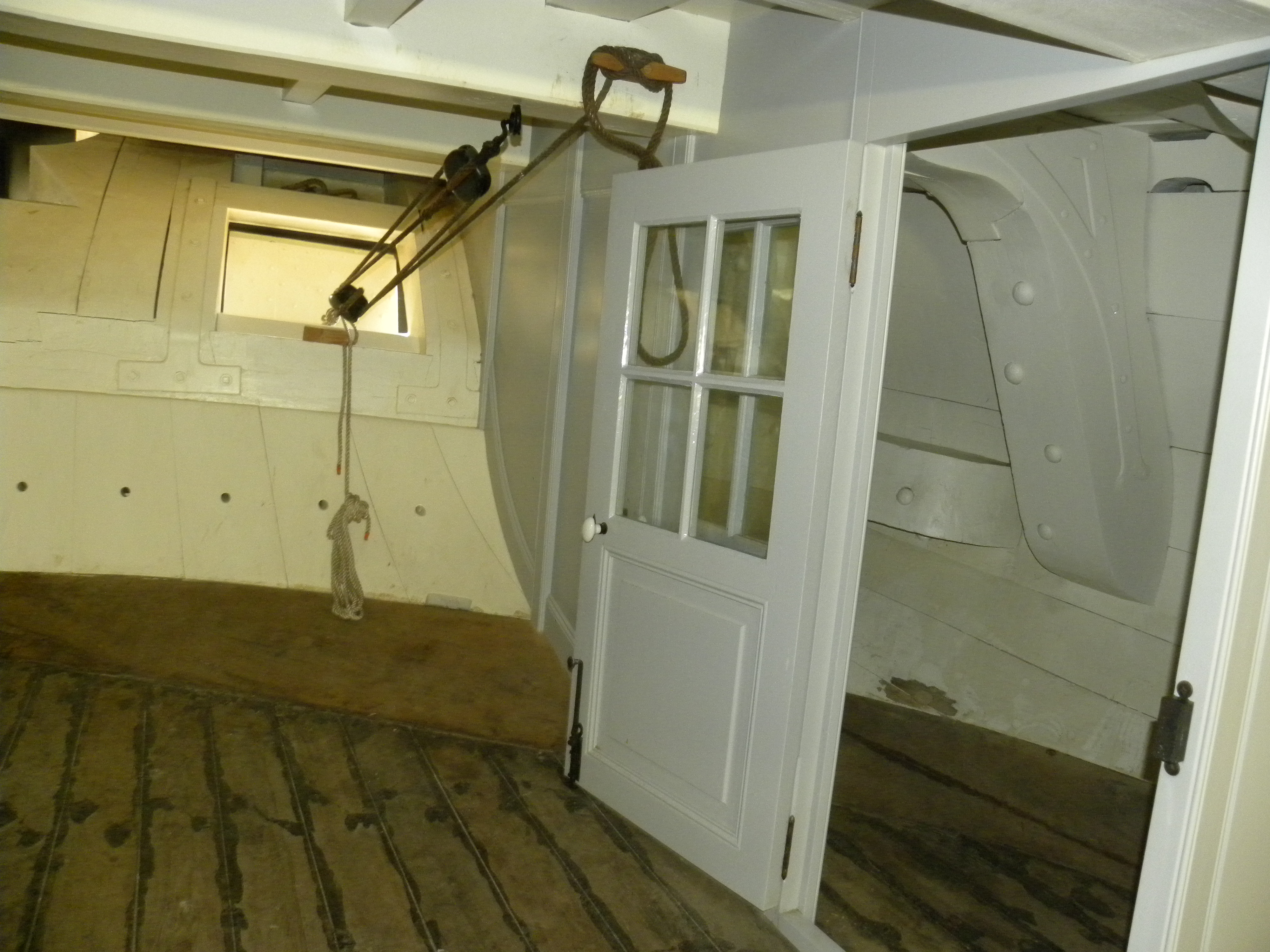
Cabine du pont inférieur, détails.

- Photos de l'Hermione à flot dans sa cale entre 2012 et 2014 à Rochefort

Photos de lHermione à flot dans sa cale entre 2012 et 2014 à Rochefort
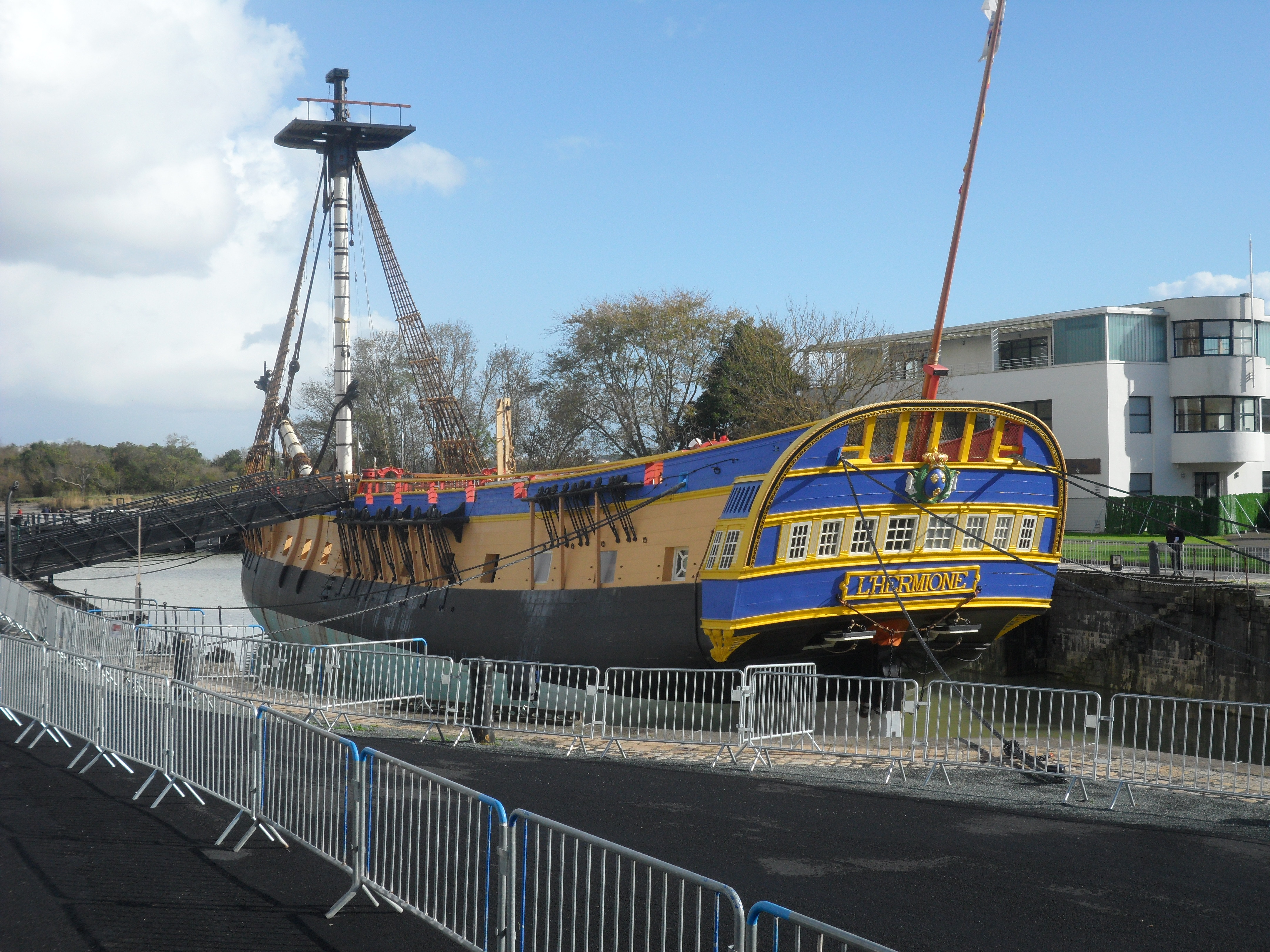
Montage de la mâture de L'Hermione, en novembre 2012.
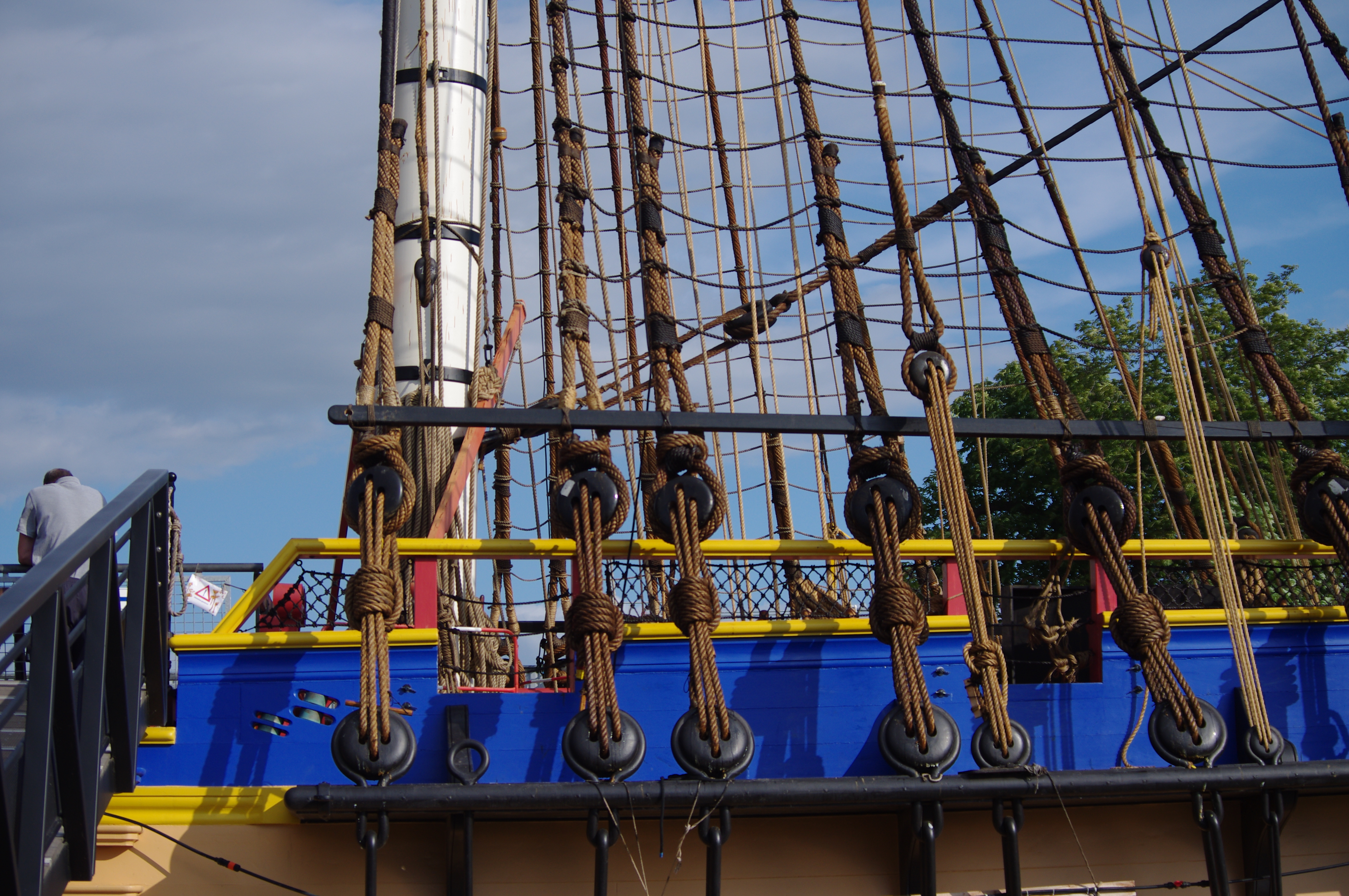
L'Hermione, détails des haubans fixés aux tirants de la coque, juillet 2013.
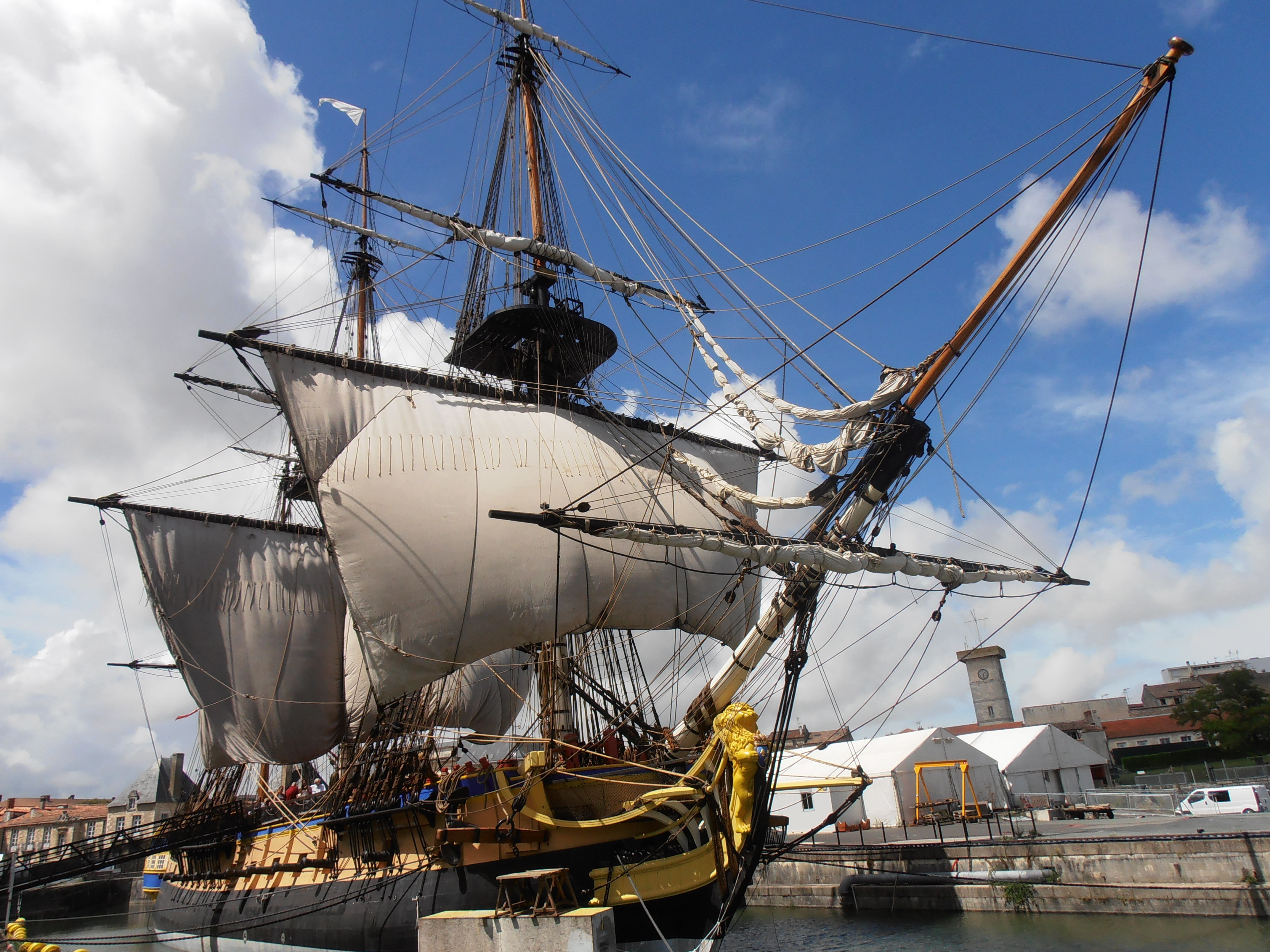
Mâture de l'Hermione en juillet 2014.
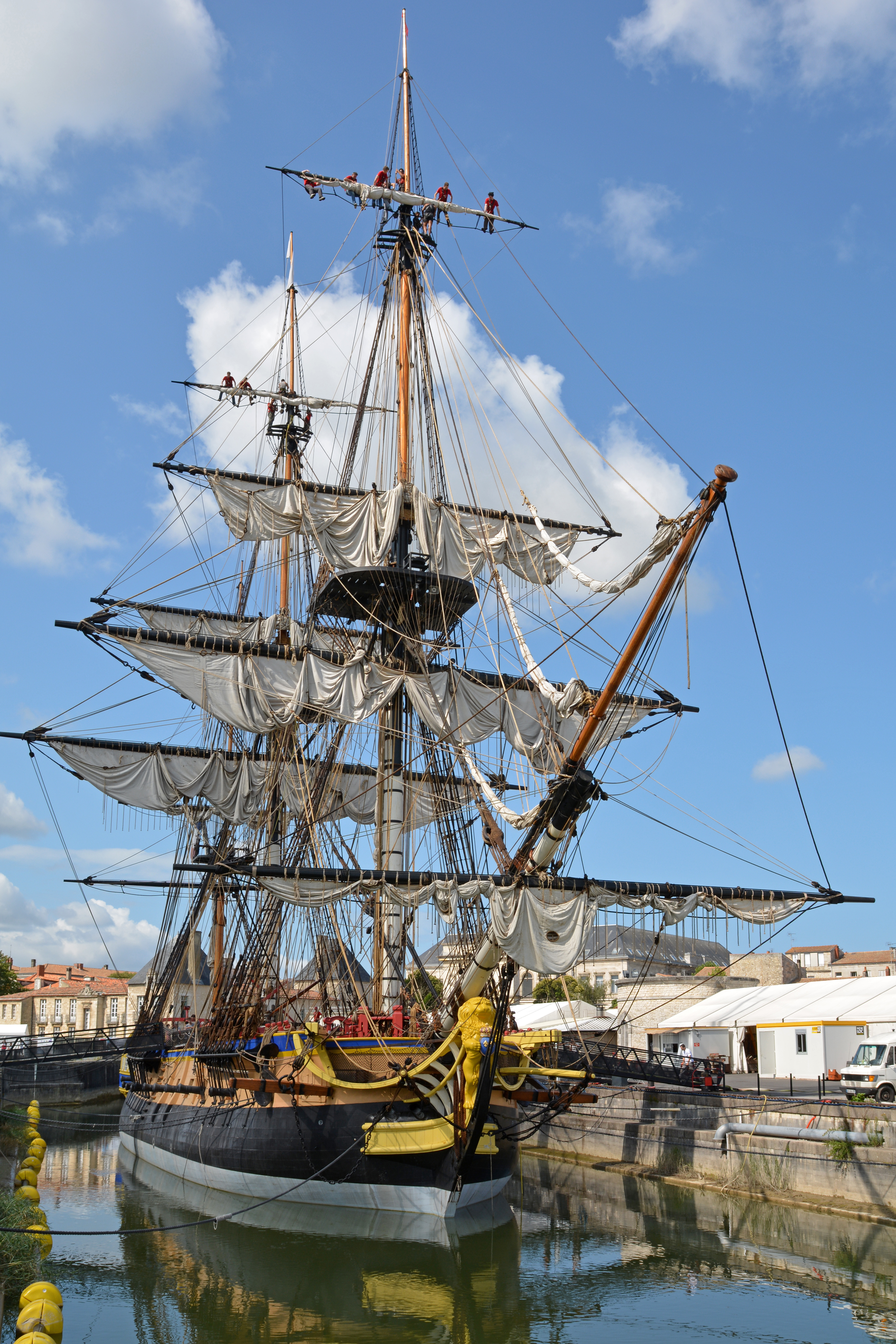
Mâture de l'Hermione en août 2014.

### Documentaires
- L'aventure Hermione, de Pascal Vasselin, 111 min (2015, émission Thalassa)